# Salomón Rondón
José Salomón Rondón Giménez (Caracas, 16 de septiembre de 1989) es un futbolista venezolano que juega como delantero en el Real Oviedo de la Primera División de España. Es internacional absoluto con la selección de Venezuela, siendo el máximo goleador de su historia.       
Fue considerado como una de las promesas del fútbol venezolano y ha sido distinguido con el premio al juvenil del año de la Primera División de Venezuela en 2007-08. Su dorsal favorito es el número «23» inspirado por el exjugador profesional de baloncesto Michael Jordan.
Comenzó su carrera profesional en el Aragua Fútbol Club con el cual debutó en la máxima categoría del fútbol venezolano a la edad de 16 años en 2006.
Realizó su primera aparición con la selección venezolana el 3 de febrero de 2008 en un partido amistoso frente a Haití disputado en el Estadio José Antonio Anzoátegui de la ciudad de Puerto La Cruz.
El 21 de julio de 2008, la Unión Deportiva Las Palmas de la Segunda División de España, lo ficha por tres temporadas, con opción a una cuarta. Tras algunos problemas con su fichaje, finalmente es presentado el 10 de agosto de 2008 en el Estadio de Gran Canaria.
Luego de dos temporadas con la Unión Deportiva Las Palmas, el 19 de julio de 2010 se oficializa el fichaje de Rondón al Málaga Club de Fútbol de la Primera División de España, por unos €3,5 millones, además de conseguir una cláusula de rescisión de €20 millones.
El 5 de agosto de 2012, el Rubin Kazán ruso lo ficha por un costo de €10 millones, por 4 años, siendo la transferencia más cara pagada por un jugador venezolano en toda la historia.
El 30 de enero de 2014, supera él mismo la cifra, al ser adquirido por el Zenit de San Petersburgo por €18 millones.
El 10 de agosto de 2015, es fichado por el West Bromwich de Inglaterra por € 15 millones por un contrato de 4 años, siendo también la suma de traspaso más cara que ha pagado el conjunto inglés en su historia. El 6 de agosto de 2018 el Newcastle United Football Club hizo oficial su negociación con el West Bromwich Albion, para la cesión por una temporada del ariete venezolano.
El 30 de enero de 2023, River Plate anunció de forma oficial el fichaje de Rondón.
En 2024, se convirtió en jugador del Pachuca FC. 
En 2025, se hizo oficial su fichaje en calidad de cedido por el Real Oviedo de la Primera División de España.

## Trayectoria

### Inicios
Dio sus primeros pasos como futbolista en el Colegio San José de Calasanz, hasta que pasó al Deportivo Gulima, de San Antonio de los Altos, donde se le dio la oportunidad de enfrentarse al equipo sub-20 del Aragua Fútbol Club, club en el que fichó posteriormente de la mano de Wilmer Ceballos, quien fuera técnico del equipo aragüeño.

### Aragua FC
Debutó en el Aragua F. C., el 9 de octubre de 2006, en el derbi contra el Carabobo Fútbol Club, del torneo apertura de la Primera División de Venezuela, llegando a completar 30 minutos.

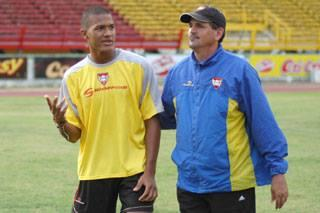
Rondón en un entrenamiento con el Aragua Fútbol Club. En la derecha, el director técnico Wilmer Ceballos.

El 8 de abril de 2007 marcó sus primeros dos goles con el Aragua Fútbol Club, en la jornada 13 del torneo clausura de la Primera división venezolana 2006-07 contra el Caracas Fútbol Club, con resultado final de 2-2, marcando los goles en los minutos 58 y 65.
El 9 de septiembre de 2007 debutó en la Copa Venezuela de Fútbol 2007 contra el Yaracuyanos Fútbol Club, con victoria de 2-1 en la prórroga, disputando 120 minutos y marcando su primer gol en copa en el minuto 107, tras regatear a la defensa y al portero, dándole la victoria a su equipo. En total, en la Copa Venezuela de Fútbol 2007 disputó 9 partidos, marcando 3 goles, asistiendo 1 gol, recibiendo 1 tarjeta amarilla y jugando 840 minutos, además de quedar campeón tras conseguir dos empates contra el Unión Atlético Maracaibo (2-2 en Maracaibo y 0-0 en Maracay). Con sus goles ayudó en la clasificación en varias ocasiones, en la segunda ronda, en los octavos de final y en los cuartos de final.
Siendo jugador del Aragua Fútbol Club estuvo presente en el II Juego de las Estrellas de Venezuela disputado en Ciudad Guayana en el CTE Cachamay el 7 de mayo de 2008, ante unos 8000 espectadores con victoria de las estrellas nacionales por 7-2 a las estrellas extranjeras de la Primera División de Venezuela, disputando 44 minutos del segundo tiempo.
En el verano de 2008 fichó como jugador de la Unión Deportiva Las Palmas por tres temporadas, con opción a una cuarta. Sus derechos eran propiedad de sus apoderados, de ahí que el club español no tuviera necesidad alguna de dirigirse al Aragua Fútbol Club para ficharlo. El acuerdo con el agente del jugador, Juan Mata, fue total, y pese a la oposición radical del Aragua a dejarle salir, se daba un vacío jurídico en su contrato que propició su aterrizaje sin coste alguno, ya que dicho contrato carecía de legalidad porque fue rubricado por su padre cuando el jugador era más joven. Según las condiciones pactadas, el 35% de los derechos federativos corresponden a la Unión Deportiva Las Palmas.
Para forzar su salida, llegó al punto de declararse en rebeldía con el Aragua. Finalmente, aunque dos equipos de Suiza, el R. S. C. Anderlecht, un campeón brasileño y hasta la escuadra italiana S. S. Lazio siguieron su progresión, fue la Unión Deportiva Las Palmas, con su interés desde hacía seis meses, la que se llevó al prometedor jugador venezolano, quedando por solucionar el problema de su transferencia internacional.

### U. D. Las Palmas
Finalmente, fue presentado como jugador de la U. D. Las Palmas el 10 de agosto de 2008 en el Estadio de Gran Canaria, en los prolegómenos de un partido amistoso de pretemporada que enfrentó a su nuevo equipo con el Universidad de Las Palmas.

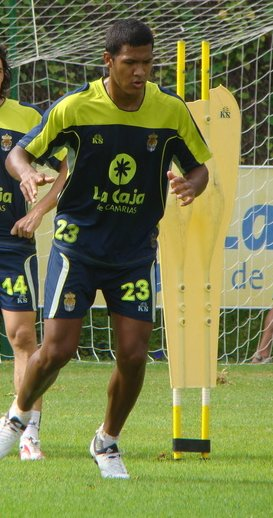
Rondón en un entrenamiento.

El 16 de agosto de 2008 debutó con la Unión Deportiva Las Palmas en un partido amistoso de pretemporada en el Torneo de San Ginés, contra el Fútbol Club Barcelona Atlètic, con victoria de 3-1 para su equipo, disputando 14 minutos del segundo tiempo y marcando 1 gol en el minuto 84. También jugó algunos minutos durante el partido de la final de dicho torneo, que terminaría ganando la Unión Deportiva Las Palmas.

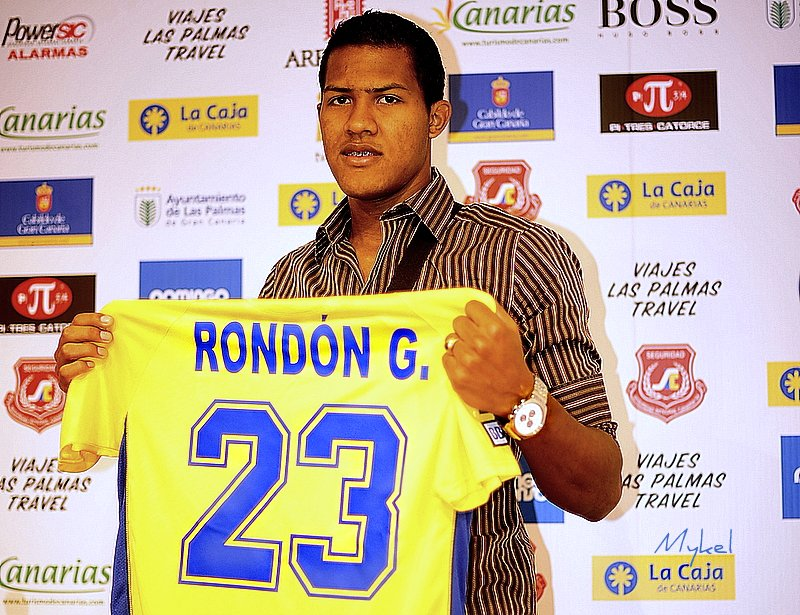
Rondón en su presentación con UD Las Palmas.

El 27 de agosto de 2008 la Federación Venezolana de Fútbol decidió no enviar el transfer internacional de Rondón a la Unión Deportiva Las Palmas, dando un espaldarazo al Aragua Fútbol Club. Con la decisión de la máxima instancia del balompié criollo se cumplió el último requisito para que la disputa entre los aragüeños y el conjunto español fuera arbitrada por la FIFA, situación ya prevista por los canarios y por lo cual ya habían tramitado la petición del transfer provisional a la máxima entidad mundial. Dicho transfer provisional fue recibido por el club canario el 29 de septiembre, tras haber tomado una resolución sobre el litigio el Juez Único del Estatuto del Jugador de la FIFA el 17 de septiembre. Aragua por su parte se planteó alargar el litigio hasta la concesión del transfer definitivo.
Tras el trámite, el jugador venezolano quedó legalmente capacitado para competir en el fútbol español, siendo llamado a su primera convocatoria oficial con la Unión Deportiva Las Palmas para un partido de Liga el 4 de octubre, en partido a domicilio contra el Deportivo Alavés. En dicho partido se produjo el debut en encuentro oficial de Rondón con el equipo canario, entrando como titular acompañando en la delantera a Márquez. Logrando así convertirse en el extranjero más joven en debutar con la Unión Deportiva Las Palmas, superando al argentino Marcelo Lamela por once meses.
El 2 de septiembre de 2009, un año más tarde de su llegada a la isla, logró anotar por primera vez con la camiseta amarilla de la Unión Deportiva Las Palmas en competición oficial, en su segundo año como jugador del equipo grancanario, en el partido que enfrentó a la Unión Deportiva Las Palmas con el Cádiz Club de Fútbol, en eliminatoria a partido único de la Copa del Rey en el Estadio de Gran Canaria. Además, su primer gol oficial introduce a Rondón en los registros históricos del club de la isla de Gran Canaria, ya que es el gol marcado por el jugador extranjero (no español) más joven de la historia del club, con 19 años, 11 meses y 17 días, cinco días menos que quien hasta ahora ofrecía este registro: el argentino Lamela (el gol marcado por el jugador más joven sin distinción de nacionalidad lo realizó Orlando Suárez). En ese partido Rondón anotó dos goles, que dieron el pase a la siguiente eliminatoria a su equipo, con tanteador final de 2-1.
El 3 de enero de 2010, anotó sus dos primeros goles en liga con la Unión Deportiva Las Palmas frente al Elche Club de Fútbol, en el Estadio Martínez Valero, en un partido que terminó con marcador de 2-5 a favor de los canarios.
En su último partido con la Unión Deportiva Las Palmas, logró salvar del descenso a su equipo con un gol en el minuto 16 al Club Gimnàstic de Tarragona.

### Málaga CF
El 19 de julio de 2010, se confirmó su traspaso desde la Unión Deportiva Las Palmas al Málaga Club de Fútbol de la Primera División, por 3,5 millones de euros, con una cláusula de rescisión de 20 millones.
Rondón debutaría en la Primera División del fútbol español bajo la dirección del portugués Jesualdo Ferreira el 28 de agosto de 2010 ante el Valencia C. F. en el Estadio La Rosaleda. El 19 de septiembre, Rondón se estrenaría como goleador al anotar el único tanto en la derrota del Málaga frente al Sevilla F. C. por 2 goles a 1.
El 30 de octubre, Rondón sufre una lesión que lo apartaría quince días de la competición. El 5 de diciembre, ya bajo el mandato del chileno Manuel Pellegrini, reaparece marcando dos goles en la victoria del Málaga 4-1 sobre el Racing de Santander.
El 1 de mayo de 2011, Rondón consiguió el gol número 13 en la liga, y el número mil en partidos oficiales en la historia del Málaga, al anotar el segundo de su equipo en el partido de liga que le enfrentó al Hércules C. F. y que acabó con triunfo malaguista por 3-1. Además consiguió superar el récord de Juan Arango quién ostentaba el récord de 12 goles para un jugador venezolano en una temporada de la Primera División. Nuevamente el 7 de mayo conseguiría el gol número 14 en liga, tras poner arriba en el marcador a su equipo al anotar el primer gol del partido en el minuto 29 ante el Atlético de Madrid que finalizaría con una victoria del Málaga por 3-0. El 10 de mayo ante el Sporting de Gijón, Rondón sufre una rotura fibrilar del bíceps femoral de la pierna izquierda, por lo que se tuvo que retirar en el minuto 37, concluyendo así su participación en la temporada. Rondón ocupó la casilla diez de los máximos goleadores de la Primera División de España.
Tras cuajar una buena temporada en las filas del club malacitano como certifican sus 14 goles anotados en el campeonato liguero, es galardonado con el Trofeo Fernando Joyeros, que le acredita como el máximo goleador del club malacitano durante la temporada 2010-2011.

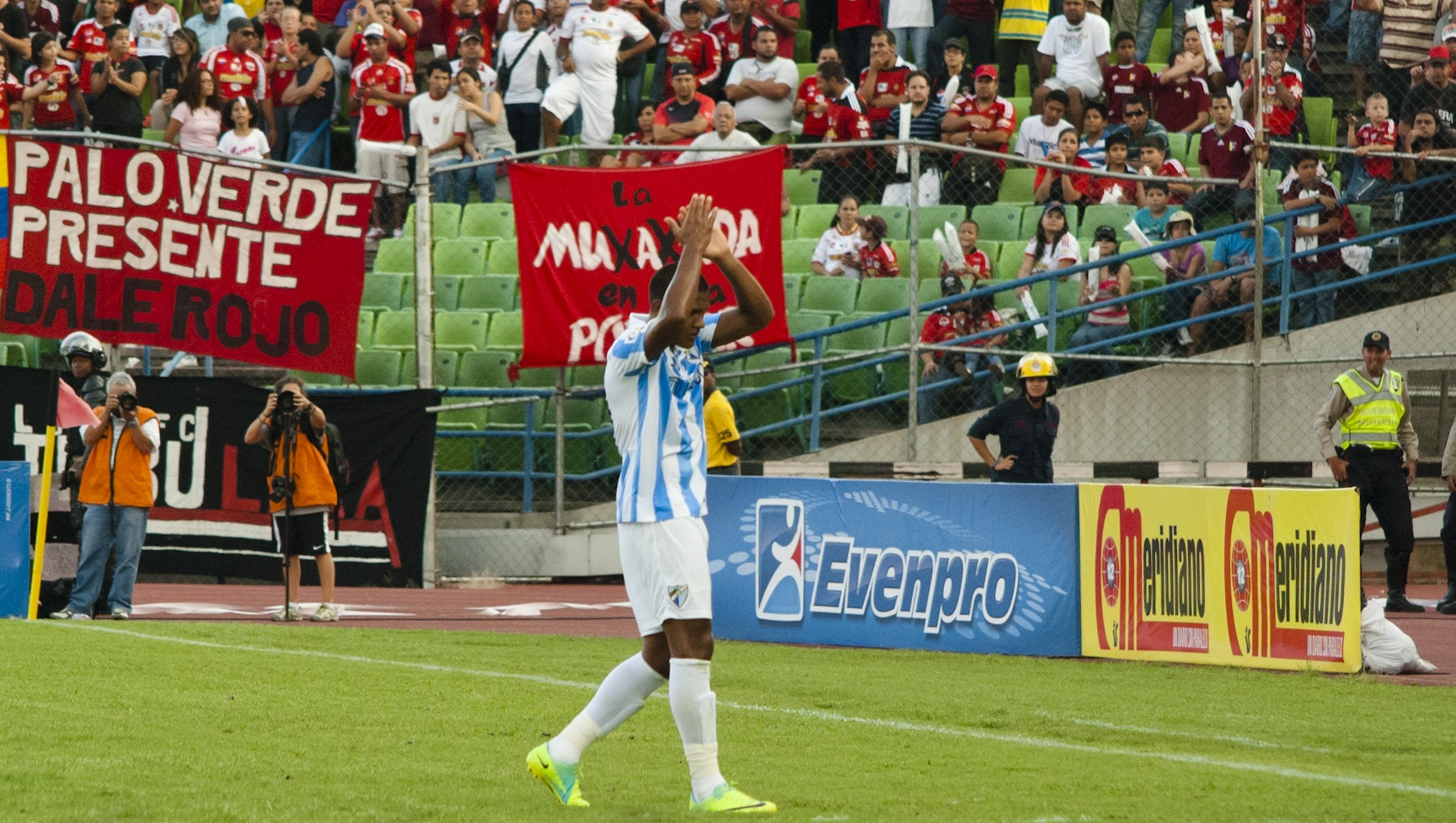
Rondón en un partido amistoso con el Málaga, disputado en el estadio Olímpico de la UCV.

El 22 de enero de 2012, marcó el gol número 100 de venezolanos en la Primera División de España contra el F. C. Barcelona. finalizando su segunda temporada en España con 11 anotaciones, algunos decisivos, como el que permitió que el Málaga se clasificase para la previa de la Liga de Campeones de la UEFA (1-0 al Sporting de Gijón) en la última jornada liguera.
Salomón Rondón abandonaría la primera división española tras dos temporadas en el conjunto malagueño, de quien fue su máximo goleador durante esas dos campañas en las que marcó 27 goles en 72 partidos. Curiosamente, Rondón jugó los últimos dos partidos con la camiseta del Málaga C. F. en Venezuela. En su último compromiso, como miembro del club español, un amistoso contra el Caracas Fútbol Club, anotó el gol de despedida con ese equipo en el Estadio Olímpico de la UCV. El otro juego se disputó en el estadio Agustín Tovar de la ciudad de Barinas.

### Rubín Kazán

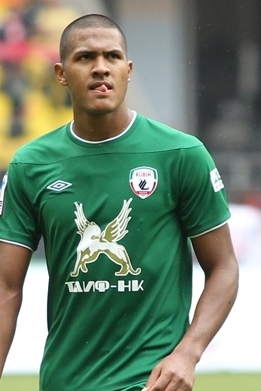
Rondón en un partido de liga con el Rubin Kazán.

El 5 de agosto de 2012, dejó el Málaga CF tras firmar un contrato por cuatro años con el Rubin Kazán por aproximadamente 10 millones de euros, equipo de la ciudad de Kazán, capital de la República de Tartaristán, en el suroeste de Rusia, convirtiéndose así en el primer venezolano en jugar en la Primera División de Rusia.
Debutó con su equipo el 12 de agosto en la victoria 2:0 ante el F. C. Dinamo Moscú, anotando 1 de septiembre su primer gol en la derrota 1:2 ante el F. C. Terek Grozny.
El 20 de septiembre debutó en una competición internacional, en un partido ante el Inter de Milán correspondiente a la fase de grupos de la Liga Europa de la UEFA 2012-13. En dicho partido, Rondón anotó al 84' para poner el marcador 1:2 a favor de su equipo. No obstante el partido culminó en un empate 2:2 luego de que Yūto Nagatomo anotara a los 92'.
El 22 de noviembre se convirtió en el primer venezolano en anotar dos goles en un mismo partido en la Liga Europa de la UEFA, anotando éste a los 86' y 90+2' sus dos tantos en el partido que ganó su equipo por 3-0 frente al Inter de Milán, cabiendo destacar que Rondón entró al minuto 59' del partido, y también que hasta este punto lleva 3 goles en la competición, todos anotados al Inter de Milán.
Rondón terminó 2012 en el puesto 34 entre mejores goleadores del año, según la Federación Internacional de Historia y Estadística de Fútbol (IHHFS).
El 7 de marzo, enfrentaría en el partido de ida de los octavos de final de la Liga Europea de la UEFA al Levante U. D., que concluyó con un empate a cero. El 14 de marzo durante el partido de vuelta de los octavos de final de la Liga Europa de la UEFA, con el partido extendido hasta la prórroga, Rondón logra marcar al minuto 10' el gol de la ventaja del Kazán sobre el Levante, decantando la eliminatoria a favor de su equipo, que finalmente se impone 2:0 jugando como local. De esta forma consigue avanzar a los cuartos de final de dicha competición.
El 4 de abril se enfrentarían ante el Chelsea F. C. con la posibilidad de clasificarse a las semis pero una derrota de visitante 3-1 lo dejaban con pocas posibilidades pero no se darían por vencidos y en casa el 11 de abril derrotaron al Chelsea 3-2 con Rondón en cancha los 90 minutos. Sin embargo, no les favoreció en el global que resultó (5-4) a favor del cuadro londinense quedando de esta manera eliminados. A pesar de no haber podido marcar en estos encuentros Rondón tuvo una muy buena Liga Europea UEFA teniendo en cuenta que es la primera vez que participa en ésta.
En la temporada 2013-14 empezó jugando los primeros 90 minutos ante Kuban Krasnodar y en la segunda jornada anotó en los últimos minutos ante el Zenit de San Petersburgo para darle la victoria a su equipo 2-1. Tras haberle marcado al FK Jagodina, al Randers FC y un doblete a Molde durante la fase previa de la Liga Europa de la UEFA, anotó su primer triplete fuera del continente americano el 1 de septiembre de 2013, contra el FC Ural, terminando 0-3. El 19 de septiembre anotó en la primera jornada de la fase de grupos de la Liga Europa de la UEFA, en la victoria de 2-5 ante el NK Maribor. Tres días después, repitió dicha acción en la liga local, tanteándole al Tom Tomsk, pero su equipo sale derrotado. El 2 de diciembre rompió su sequía de gol con una diana al Amkar Perm. Tras diez días, anotó al SV Zulte-Waregem su undécimo gol en la Liga Europa de la UEFA y su último con el Rubin Kazán. Con la camiseta del Rubín Kazan, hizo 11 goles en Liga Europa.

### Zenit de San Petersburgo

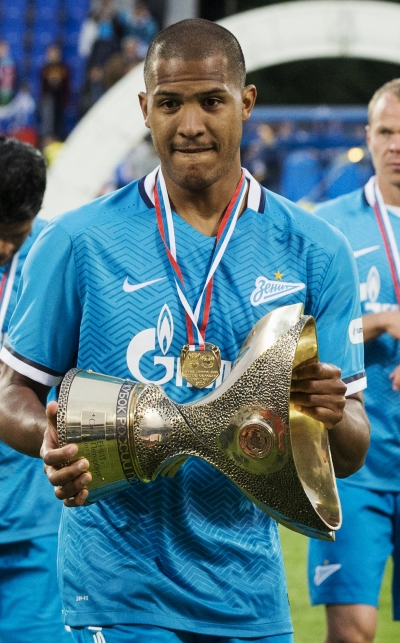
Rondón sosteniendo la Supercopa de Rusia ganada con el Zenit, en 2015.

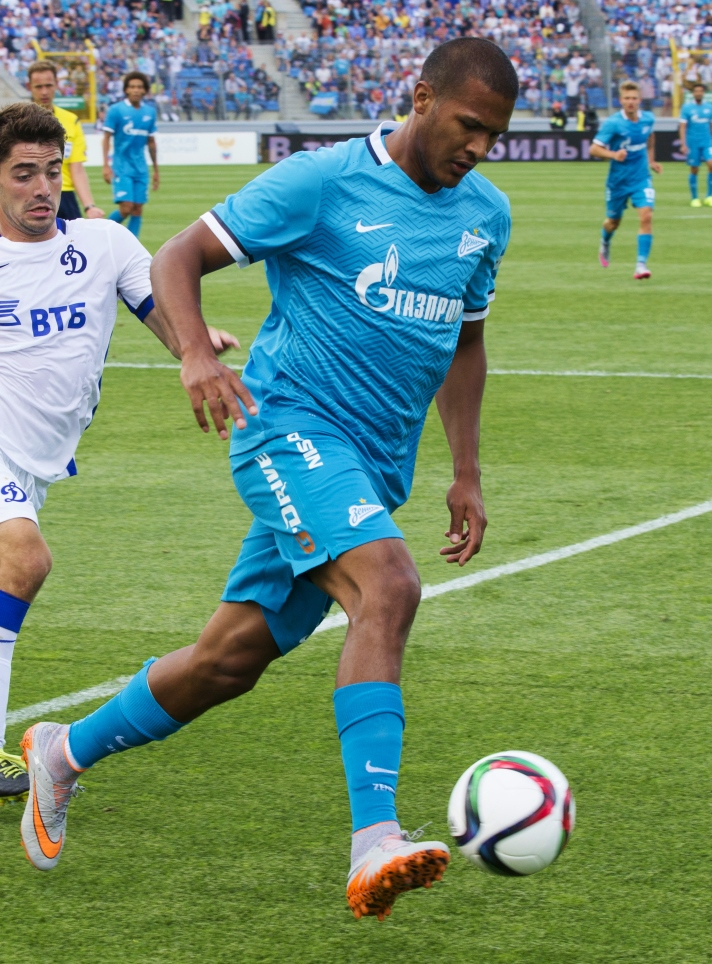
Rondón en un partido entre el Zenit y el Dinamo, en 2015.

El 30 de enero del 2014, se confirmó la llegada de Salomón Rondón al Zenit de San Petersburgo por una suma de 18 millones de €, fichaje récord para un jugador venezolano. Después de jugar varios partidos de pretemporada, donde anotó tres goles, se produjo su debut oficial con el Zenit en el encuentro de ida de octavos de final de la Liga de Campeones de la UEFA contra el Borussia Dortmund. Utilizando el dorsal número 9, disputó todo el partido y salió derrotado 2-4 con un disparo al poste, que acabó en gol de un compañero. Disputó el primer tiempo con el dorsal 9 y el segundo con el 29. Asimismo, se convierte en el cuarto venezolano en participar en la Liga de Campeones de la UEFA y el primero que lo hacía en la segunda fase. El 19 de marzo en la vuelta, marcaría su primer gol oficial con el club, dándole la victoria a su equipo que se impuso 2-1, pero que igual no le bastaría para pasar de eliminatoria. El 6 de abril anotó su primer hat-trick con el Zenit, y su segundo en la liga rusa en esa temporada ante su anterior equipo, el Rubin Kazán, además da una asistencia a su compañero Danny Alves.
El Zenit San Petersburgo en la temporada 2014-15 se proclamó campeón de la Liga Premier de Rusia por cuarta vez en su historia. Rondón no jugó el último partido por acumulación de tarjetas, pero se convirtió en el tercer venezolano en ganar un campeonato de Primera División en Europa, tras jugar 26 partidos y anotar 12 goles, siendo el segundo máximo goleador de la liga tras su compañero Hulk. En el comienzo de la temporada 2015-16 ganó la Supercopa de Rusia.

### West Bromwich Albion
El 10 de agosto de 2015, firmó por el West Bromwich Albion por 4 años siendo el fichaje más caro en la historia del club, pagando 12 millones de libras.

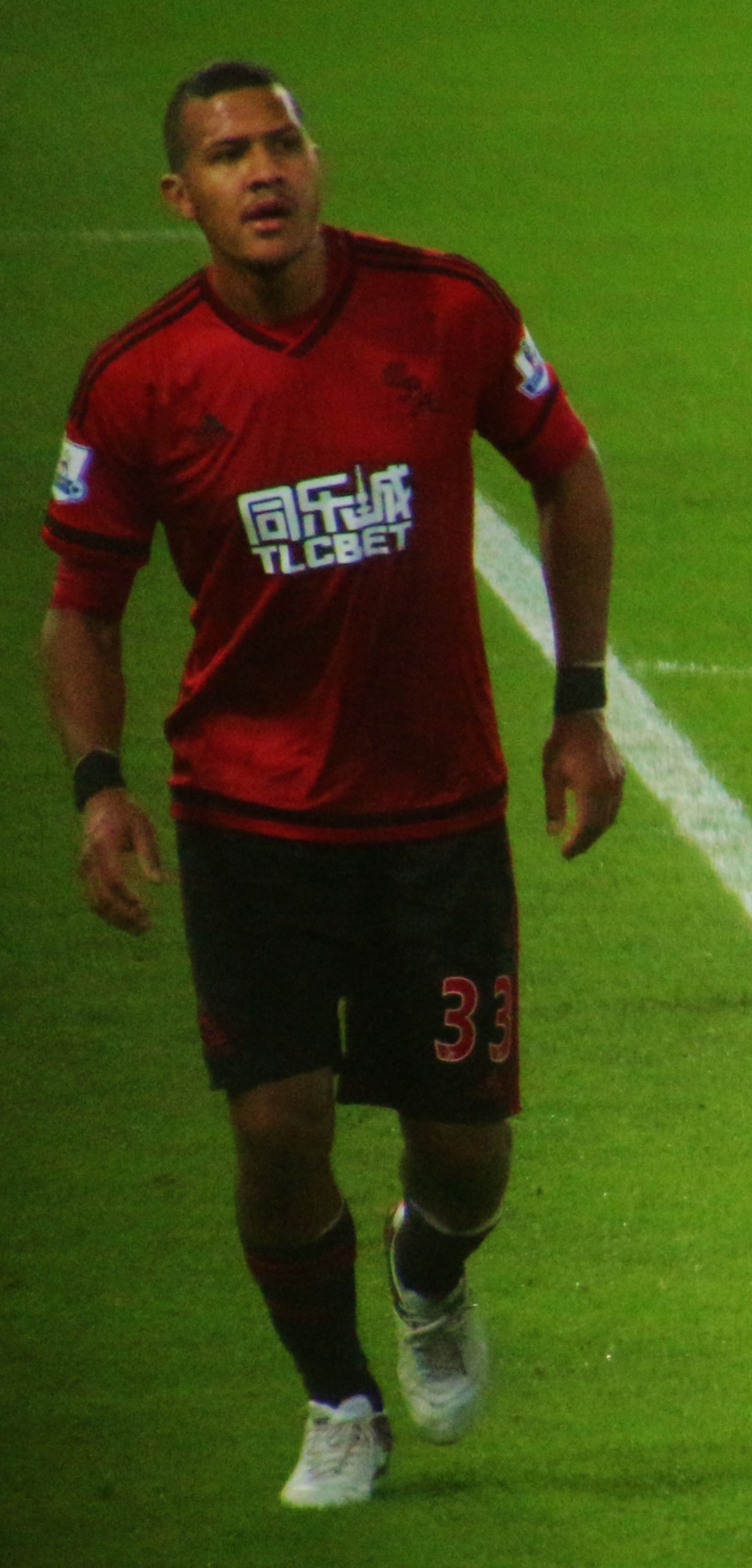

Disputó su primer partido con el club el 23 de agosto, en la tercera fecha de la Premier League contra el Chelsea F. C., otorgando una asistencia en el minuto 35, en la derrota 2:3. El 29 de agosto anotó su primer gol en la Premier League contra el Stoke City, para darle la victoria al West Bromwich Albion de visitante. El 19 de enero de 2016 le dio la clasificación a su equipo al anotar en la FA Cup ante el Bristol City. El 7 de mayo de 2016 llegó a los 100 goles en el fútbol europeo. Terminó su primera temporada en Inglaterra como titular indiscutible, jugando 40 partidos entre las tres competiciones y anotando 10 goles, siendo el máximo anotador de su equipo.

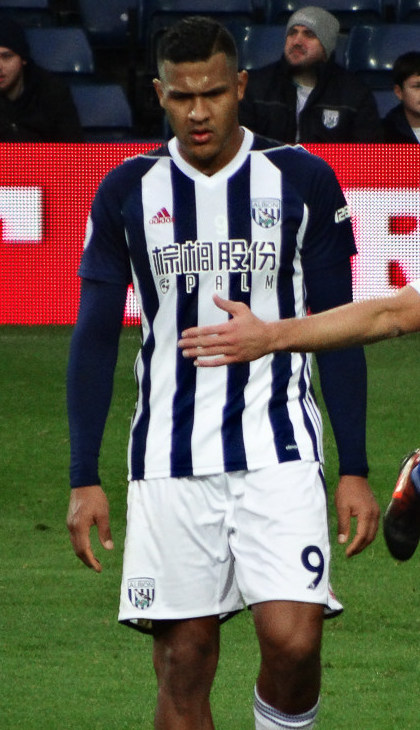
Rondón con el West Bromwich Albion.

En la temporada 2016-17 dejaría de ser el dorsal 33 para tomar el número 9. En la primera jornada se estrenaría con las redes anotándole al Crystal Palace como visitante el único tanto del partido. El 24 de septiembre marca de cabeza el gol del empate a uno contra el Stoke City en el minuto 91'. Este fue su tercer tanto de la temporada, cifra que alcanzó el año anterior el 31 de octubre.
En la Premier League 2017-18 no tuvo mucho éxito con el West Bromwich Albion puesto que culminaría su participación con 6 victorias 13 empates y 19 derrotas. Dicha participación, el conjunto baggie desciende a English Football League Championship 2018-19. El delantero venezolano, agradeció el apoyo brindado por los aficionados del West Bromwich Albion (WBA) mediante un mensaje publicado en su cuenta personal de Twitter. “Gracias, Baggies, por estar siempre con nosotros”, escribió este miércoles en las redes sociales el jugador, luego de que su equipo descendió a la segunda categoría del fútbol inglés, y con esto, cerraría su etapa con un total de 108 partidos y 23 goles en el certamen.

### Newcastle United FC
El 6 de agosto de 2018 el Newcastle United Football Club hizo oficial la adquisición de Rondón, el cual llega cedido por una temporada a las filas de la urracas; garantizándose así su continuidad en la máxima categoría del fútbol inglés. Su primer gol con el equipo del norte inglés llegó en el partido correspondiente a la segunda ronda de la Copa de la Liga, disputado el 29 de agosto de 2018 ante el Nottingham Forest. En la liga debió esperar hasta su séptimo juego para conseguir su primer gol, marcando por duplicado en la segunda victoria (2 - 1) de su equipo en la temporada ante el Bournemouth, en el partido válido por la fecha 12 de la Premier League 2018-19 disputado el 10 de noviembre de 2018. Regresó al West Bromwich al término de la temporada.

### Dalian Pro
Tras su temporada en el Newcastle, Salomón Rondón se convirtió en una de las estrellas de la Superliga de China. Firmó por el Dalian Pro, reencontrándose así con Rafa Benítez, su entrenador en las urracas. Su llegada a China no pudo ser mejor: anotó en su debut contra el Tianjin Telda y, una vez disputados los tres primeros encuentros, sumó 3 goles. Acabó la temporada con 5 goles en 12 partidos jugados.

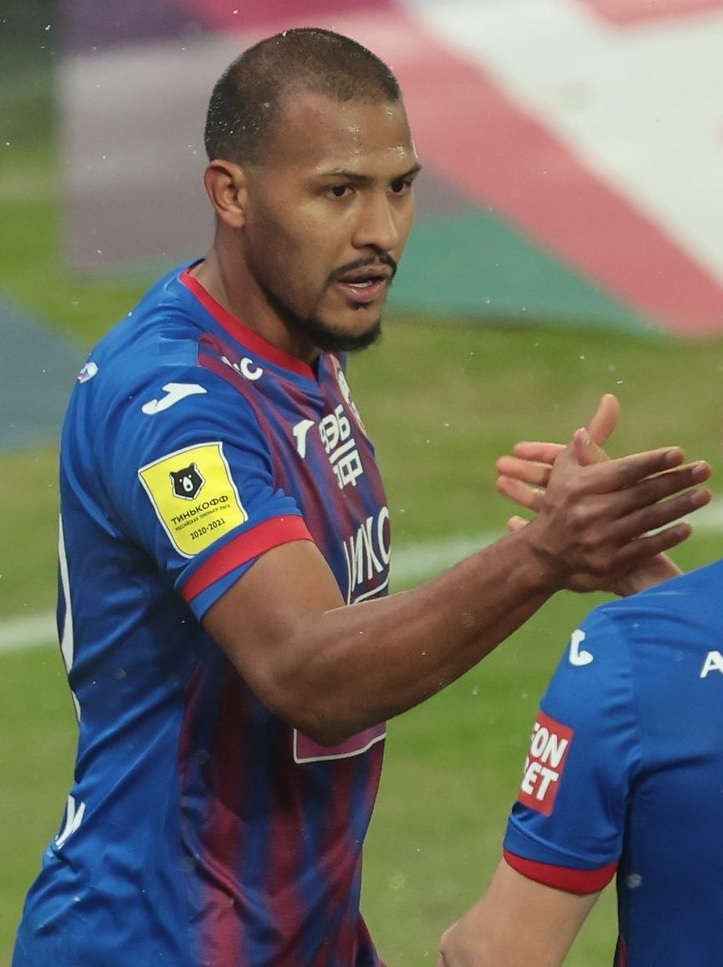
Rondón con el CSKA Moscú.

En su segunda temporada en China se afianzó como uno de los principales goleadores de la Superliga, llegando a anotar el 50% de los goles del Dalian en la fase regular (9 de los 18 del equipo sin sumar sus tres asistencias).

### CSKA Moscú
El 15 de febrero de 2021 se hizo oficial su vuelta al fútbol ruso para jugar en el P. F. C. CSKA Moscú de la primera división rusa como cedido por lo que restaba de temporada. En su primer partido en el Arena CSKA, Rondón anotó su primer gol con el equipo moscovita y además dio una asistencia, méritos que le llevaron a ser designado el mejor jugador del partido. Además, fue elegido el mejor jugador del CSKA del mes de marzo. Rondón finalizó su etapa en el CSKA convirtiéndose en uno de los jugadores más valiosos de la competición rusa tras participar en el 37,5% de los goles del equipo desde su llegada con 4 goles y 2 asistencias de los 16 goles del equipo en ese tiempo.

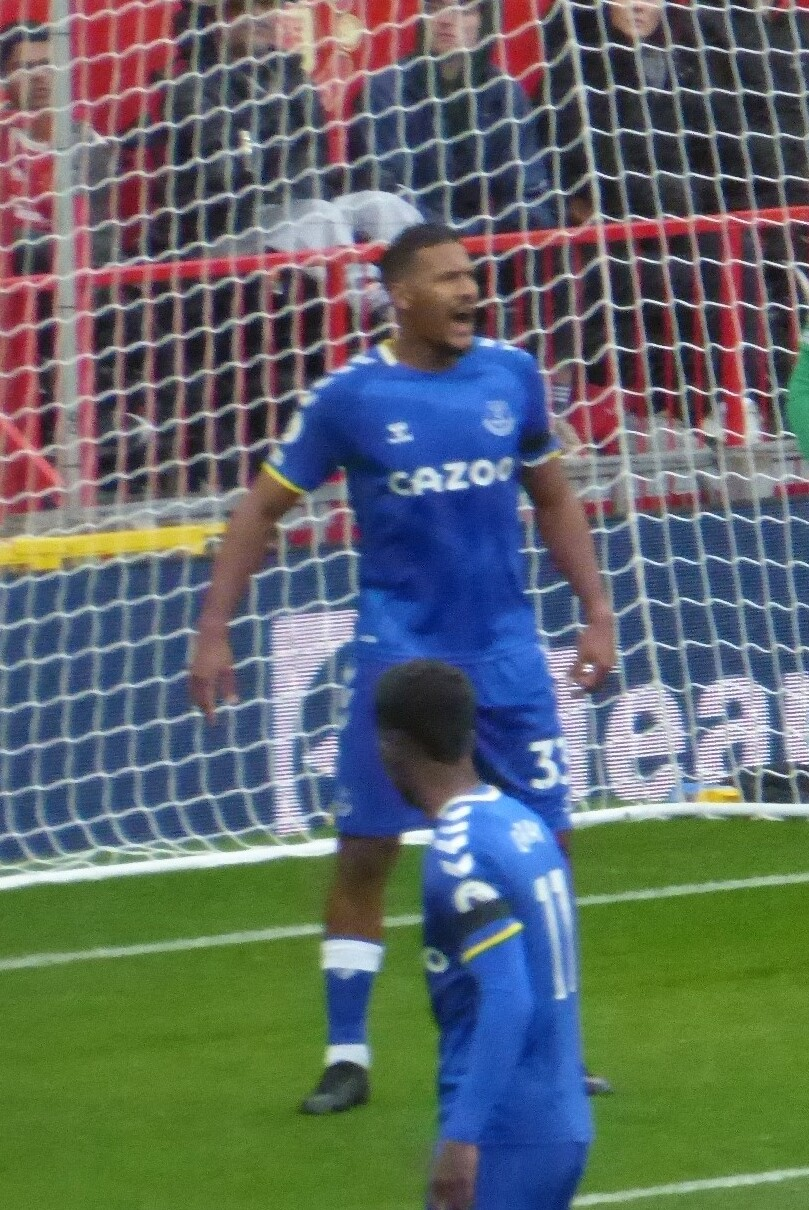
Rondón con el Everton en un partido ante el Manchester United.

### Everton
El 31 de agosto de 2021 se hizo oficial su vuelta a la Premier League al llegar libre al Everton F. C. por 2 años con opción a uno más, volviendo a coincidir con Rafa Benítez. A finales de 2022, Salomón Rondón rescindió su contrato, convirtiéndose en agente libre, y afrontó un nuevo ciclo gracias al interés que despertó en equipos de Europa tras marcar 7 goles en 12 partidos durante el año con su selección.

### River Plate
El 30 de enero de 2023, el Club Atlético River Plate anunció de forma oficial el fichaje de Rondón. Debutó el 4 de febrero de 2023 como visitante frente a Belgrano de Córdoba, por la segunda jornada de la liga argentina, entrando al minuto 67' del segundo tiempo y jugando 23 minutos.
Convirtió por primera vez el 9 de abril de 2023 como visitante frente a Huracán, en el partido correspondiente a la décima fecha de la Liga Profesional. Fue titular, marcó un doblete en lo que fue una goleada por 3 a 0 e hizo historia, ya que se convirtió en el primer jugador venezolano en marcar en dos ocasiones en un partido del fútbol argentino. El primero fue de penal, luego de una infracción que él mismo había sufrido y el segundo con un disparo rasante que se le escurrió entre las piernas al arquero.
El tercer gol se hizo esperar, luego de una racha de 13 partidos en los que no pudo convertir, ingresó desde el banco al minuto 72 y con un cabezazo volvió a marcar para sellar otra goleada, esta vez por 4 a 1 en la visita a Banfield, por la fecha 20 de la Liga Profesional.
El 1 de octubre de 2023, le marcó un gol a Boca Juniors en la victoria de River por 2-0 por la fecha 7 de la Copa de la Liga. Este tanto fue el primer gol convertido por un jugador venezolano en la historia de los superclásicos después de Jan Hurtado.
Rondón acordó la rescisión de su contrato con River en diciembre de 2023.

### Pachuca
El 29 de diciembre de 2023, se anunció su fichaje al Pachuca de México.Durante la temporada rompió varios registros, ya que marcó por primera vez en su carrera dos hat tricks en un mismo torneo (la ConcaChampions) y se convirtió en el máximo goleador de su equipo en las grandes competiciones. 
En junio de 2024, consigue su primer título internacional al coronarse campeón de la Copa de Campeones de la Concacaf, de la cual fue el mejor jugador y goleador del torneo con 9 tantos, clasificándose al Mundial de clubes de 2025. Además, terminó la temporada como el máximo goleador de la Liga MX con 10 tantos (8 en la fase regular y 2 en la liguilla) que le merecieron ser reconocido con el Balón de Oro al mejor delantero del campeonato. Su gran 2024 con Pachuca y con la selección venezolana le sirvieron para ser nominado al mejor delantero en los premios The Best, firmando de ese modo el mejor año de su carrera a nivel profesional tanto a nivel de club como de selección. 
Fue titular en el partido de la Copa Intercontinental de la FIFA 2024 con Pachuca que venció 3-0 al Botafogo, campeón de la Copa Libertadores 2024, en un partido donde estuvo contribuyendo en ataque y defensa a su equipo, anotando el último gol que selló la goleada en el Derbi de las Américas de la FIFA.

### Real Oviedo
En julio de 2025, Rondón llegó en calidad de cedido para la temporada 2025-26 al Real Oviedo de la Primera División de España.

## Selección nacional

### Selección sub-20
Con la selección de fútbol sub-20 de Venezuela, obtuvo la medalla de oro de la V Olimpíada Juvenil Cubana, celebrada en 2008 en diferentes sedes de la isla caribeña, siendo el máximo goleador de su equipo con cinco goles. Entre el 5 y el 9 de julio] disputó la Copa Gobernación del Zulia en la ciudad de Maracaibo, quedando campeón A con 9 puntos con un total de 3 victorias (5-2 a México, 3-0 a Venezuela B y 2-1 a Colombia), siendo el goleador del torneo con 4 goles.
En la primera fase del Campeonato Sudamericano Sub-20 de 2009 disputó cuatro partidos (todos de titular) contra Argentina, Ecuador, Perú y Colombia marcándole 2 goles uno a Argentina y otro a Colombia quedando de primeros con seis puntos clasificando a la fase final, en la fase final disputó cuatro partidos (todos de titular) contra Paraguay, Brasil, Argentina y Uruguay marcándole un gol a Argentina quendando en cuarto lugar con 7 puntos clasificando al Mundial Sub-20 2009 en total en el Sudamericano 2009 disputó 8 partidos (todos de titular), marcando 3 goles (siendo el goleador del equipo), jugando 689 minutos y recibiendo 2 tarjetas amarillas.
Rondón formó parte del plantel que disputó la Copa Mundial de Fútbol Sub-20 de 2009 disputada en Egipto, torneo en el que logró alcanzar los octavos de final anotando 4 goles durante su participación convirtiéndose junto a Yonathan Del Valle en el máximo goleador de la Selección venezolana Sub-20.

### Selección absoluta
Debutó en la selección de fútbol de Venezuela en un partido amistoso disputado contra Haití el 3 de febrero de 2008, celebrado en el Estadio Monumental de Maturín con empate 1-1, participando durante 27 minutos del segundo tiempo.

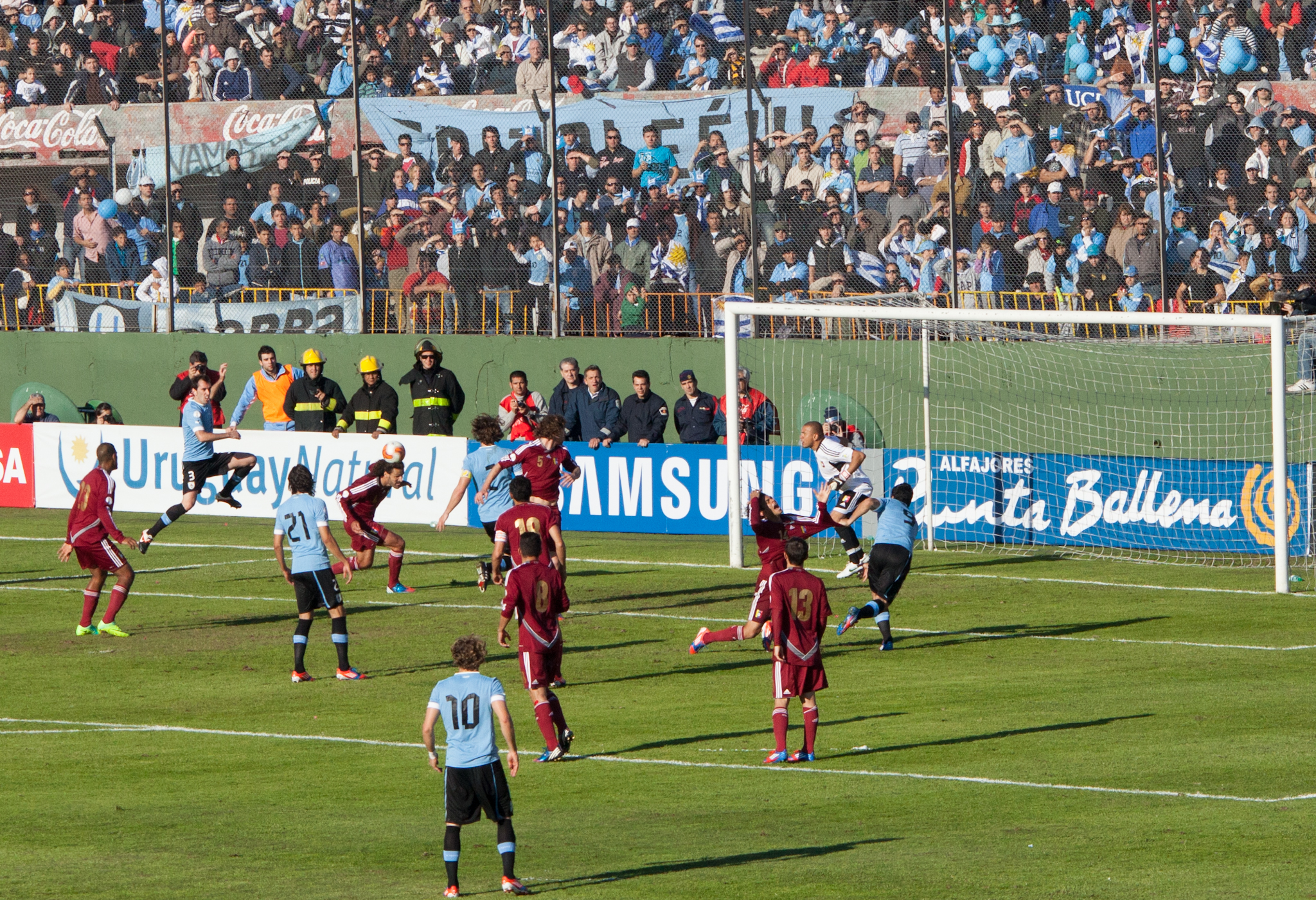
Rondón en un partido ante en el estadio Centenario, el 2 de junio de 2012. En dicho encuentro anotaría el gol del empate.

Su primer gol en la selección de Venezuela fue en el partido contra El Salvador el 23 de marzo de 2008, disputado en el Estadio José Antonio Anzoátegui de Puerto La Cruz, con victoria de 1-0, disputando 76 minutos y marcando el gol en el minuto 33 de juego.
Marca su primer gol oficial con Venezuela, el 13 de julio de 2011, en la tercera jornada de la fase de grupos de la Copa América 2011 ante Paraguay, anotando el primer gol del empate 3:3.
En la Clasificación de CONMEBOL para la Copa Mundial de Fútbol de 2014, debutó el 11 de octubre de 2011 ante Argentina, en la segunda fecha de las eliminatorias, en un partido efectuado en el Estadio José Antonio Anzoátegui de Puerto La Cruz, con histórica victoria venezolana 1:0. Anotó su primer gol en eliminatorias ante Uruguay en la quinta fecha en el Estadio Centenario aportando para el empate 1:1 conseguido por su selección.
El 11 de septiembre de 2012 en el Estadio Defensores del Chaco anotó 2 goles a Paraguay para surgir como figura en la histórica victoria venezolana en tierras paraguayas por 0:2. En la duodécima fecha de las eliminatorias, marca su cuarto gol en dicha competición al anotarle a la selección de fútbol de Colombia en el Estadio Cachamay, siendo ese el único gol del encuentro. Su último gol en las eliminatorias fueron contra la selección de fútbol de Perú en la victoria 3-2 en el Estadio José Antonio Anzoátegui.
Ya dirigidos por Noel Sanvicente, Rondón mostraría una mala cara en la derrota 0-3 en casa contra Honduras en un amistoso. El ariete falló el penalti que pudo haber abierto el marcador y desperdició un tiro libre mandándolo muy lejos. Cinco días después anota el gol del empate ante Panamá en el último minuto.
El 14 de junio de 2015 anota el único gol ante Colombia en la primera jornada de la fase de grupos de la Copa América 2015, extendiendo la racha de Venezuela ante su similar y siendo nuevamente Rondón el verdugo. La jugada se produjo por un centro pasado de Roberto Rosales que cabeceó Alejandro Guerra. Perdieron los otros dos partidos y su selección fue eliminada después de dos ediciones seguidas clasificando.
El 9 de junio de 2016 marca el único tanto contra la selección de Uruguay en la segunda jornada de la fase de grupos de la Copa América Centenario 2016, tras un disparo desde la media cancha de Alejandro Guerra que rebotó en el poste y el delantero aprovechó el rebote engañando a Fernando Muslera. Dicho tanto le dio el pase a los octavos de final, lo que había sido un alivio para su selección que no gozaba de buenos resultados. En cuartos de final, marca el gol del descuento contra Argentina de cabeza tras un centro de Guerra. Casualmente, tres de los cuatro goles de Rondón en Copas América ha sido por participación directa o asistencia del "Lobito" Guerra, quien también es oriundo del mismo barrio de Salomón.
El 7 de septiembre del mismo año, Rondón asiste a Josef Martínez después de haber superado en cuerpo a Nicolás Otamendi. La acción colocó el 2-0 en el Estadio Metropolitano de Mérida ante Argentina, sin embargo terminó 2-2.

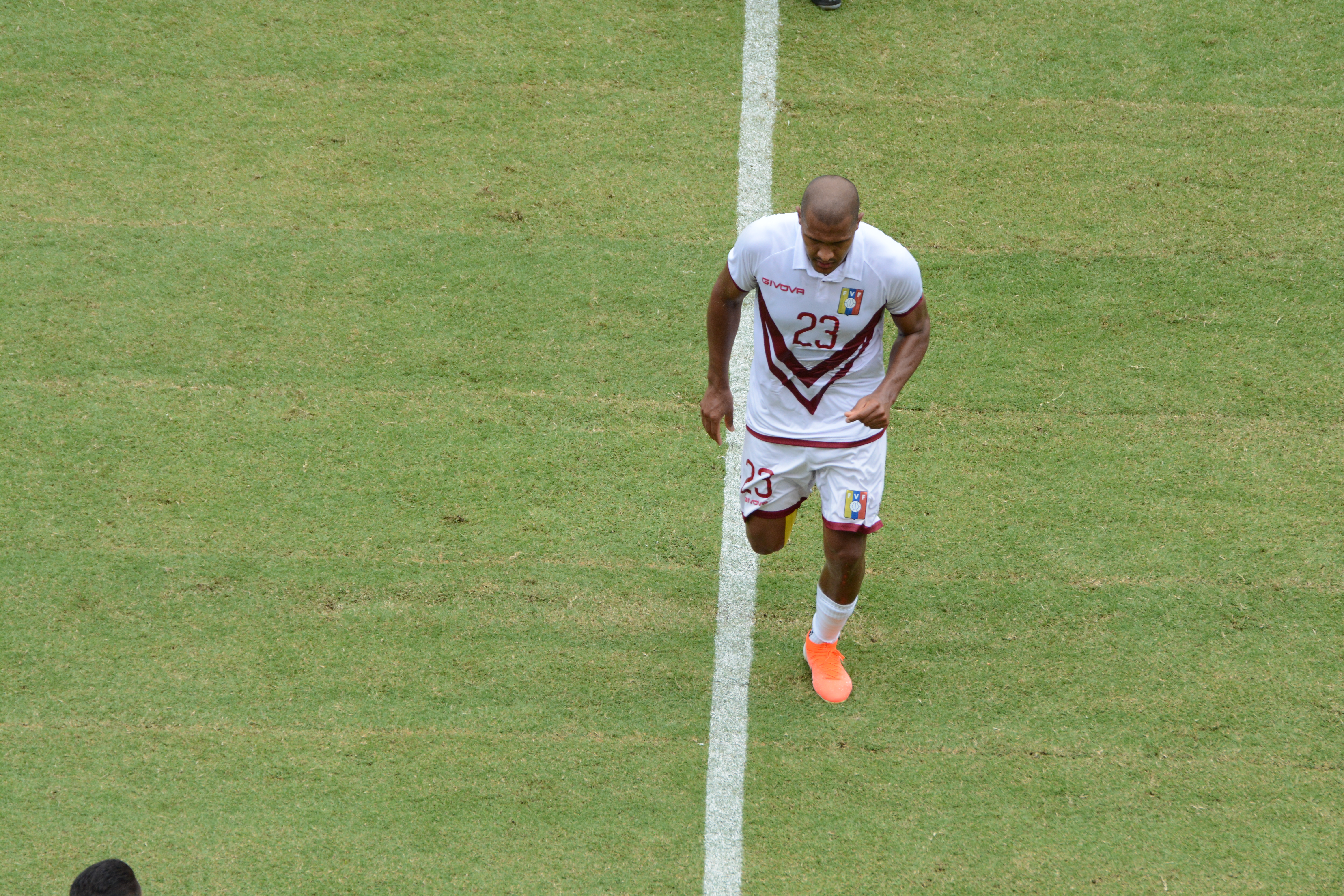
Rondón en un partido amistoso ante los.

El 9 de junio se convirtió en el máximo goleador histórico de la selección al alcanzar la cifra de 24 goles, en un partido amistoso anotó un doblete a Estados Unidos donde Venezuela ganó el encuentro 3-0. La cifra fue a más, y con el gol que supuso la victoria ante Chile en la fase de clasificación para el Mundial de Catar el 18 de noviembre de 2020, Rondón superó la treintena de tantos con Venezuela, siendo reconocido una vez más como uno de los mejores delanteros en la historia de su país. Su sueño es disputar el Mundial 2022 con la selección venezolana, que jamás ha participado en el torneo hasta la fecha.
Gracias a su hat-trick contra Bolivia en enero de 2022, Salomón Rondón superó los 200 goles durante su carrera profesional, además de convertirse en el primer venezolano en marcar dos hat-tricks con la selección en toda su historia.
Una de las grandes muestras de compromiso de Salomón Rondón con su selección fue cuando, en septiembre de 2022 y en plena concentración con la Vinotinto, su padre falleció. El delantero decidió seguir al lado de sus compañeros y homenajear a su progenitor en el partido contra Islandia, donde además portó el brazalete de capitán.
Para las eliminatorias al mundial de 2026, anotó dos goles, uno de penal frente a Paraguay y el segundo ante Chile, en el partido donde también hizo historia al llegar a su partido #100 y gol # 41 con la selección venezolana absoluta.
En la Copa América de 2024 hizo historia en dos ocasiones: además de ampliar su renta como máximo goleador histórico de la selección venezolana y de conseguir una histórica clasificación como primeros de grupo tras ganar los tres encuentros, se convirtió en el jugador de la Vinotinto que más encuentros ha disputado en la Copa América en su historia (21) y el que más goles ha marcado (7). Su gol desde mitad de cancha ante Canadá fue considerado el mejor gol del torneo. 
Con su gol ante Argentina, que supuso el empate a uno en encuentro de las Eliminatorias para participar en el Mundial de 2026, Salomón Rondón se convirtió en el venezolano con más goles anotados en las Eliminatorias con la selección Vinotinto (13 hasta la fecha). A este récord se une el de máximo goleador histórico de la selección venezolana, máximo goleador venezolano en la Copa América. 

### Detalle de partidos
| Partidos internacionales con la selección de Venezuela | Partidos internacionales con la selección de Venezuela | Partidos internacionales con la selección de Venezuela       | Partidos internacionales con la selección de Venezuela | Partidos internacionales con la selección de Venezuela | Partidos internacionales con la selección de Venezuela | Partidos internacionales con la selección de Venezuela | Partidos internacionales con la selección de Venezuela | Partidos internacionales con la selección de Venezuela | Partidos internacionales con la selección de Venezuela | Partidos internacionales con la selección de Venezuela |
| N.º                                                    | Fecha                                                  | Estadio                                                      | Rival                                                  | Resultado                                              | Competición                                            | Goles                                                  | Asistencia                                             | Amonestado                                             | Expulsado                                              | Nota                                                   |
| Selección sub-20                                       | Selección sub-20                                       | Selección sub-20                                             | Selección sub-20                                       | Selección sub-20                                       | Selección sub-20                                       | Selección sub-20                                       | Selección sub-20                                       | Selección sub-20                                       | Selección sub-20                                       | Selección sub-20                                       |
| ------------------------------------------------------ | ------------------------------------------------------ | ------------------------------------------------------------ | ------------------------------------------------------ | ------------------------------------------------------ | ------------------------------------------------------ | ------------------------------------------------------ | ------------------------------------------------------ | ------------------------------------------------------ | ------------------------------------------------------ | ------------------------------------------------------ |
| 1                                                      | 19/01/2009                                             | Monumental, Maturín, Venezuela                               | Argentina                                              | 1:1                                                    | Sudamericano Sub-20 2009                               | 1                                                      | 0                                                      | 1                                                      | 0                                                      | 2'; 61'                                                |
| 2                                                      | 21/01/2009                                             | Monumental, Maturín, Venezuela                               | Ecuador                                                | 0:0                                                    | Sudamericano Sub-20 2009                               | 0                                                      | 0                                                      | 0                                                      | 0                                                      |                                                        |
| 3                                                      | 25/01/2009                                             | Monumental, Maturín, Venezuela                               | Perú                                                   | 1:3                                                    | Sudamericano Sub-20 2009                               | 0                                                      | 0                                                      | 0                                                      | 0                                                      | 81'                                                    |
| 4                                                      | 27/01/2009                                             | Monumental, Maturín, Venezuela                               | Colombia                                               | 1:1                                                    | Sudamericano Sub-20 2009                               | 1                                                      | 0                                                      | 1                                                      | 0                                                      | 41'; 42'                                               |
| 5                                                      | 02/02/2009                                             | Olímpico José Antonio Anzoátegui, Puerto La Cruz, Venezuela  | Paraguay                                               | 3:0                                                    | Sudamericano Sub-20 2009                               | 0                                                      | 0                                                      | 0                                                      | 0                                                      | 68'                                                    |
| 6                                                      | 04/02/2009                                             | Olímpico José Antonio Anzoátegui, Puerto La Cruz, Venezuela  | Brasil                                                 | 0:3                                                    | Sudamericano Sub-20 2009                               | 0                                                      | 0                                                      | 0                                                      | 0                                                      |                                                        |
| 7                                                      | 06/02/2009                                             | Olímpico José Antonio Anzoátegui, Puerto La Cruz, Venezuela  | Argentina                                              | 1:1                                                    | Sudamericano Sub-20 2009                               | 1                                                      | 0                                                      | 0                                                      | 0                                                      | 85'                                                    |
| 8                                                      | 08/02/2009                                             | Olímpico José Antonio Anzoátegui, Puerto La Cruz, Venezuela  | Uruguay                                                | 3:1                                                    | Sudamericano Sub-20 2009                               | 0                                                      | 0                                                      | 0                                                      | 0                                                      |                                                        |
| 9                                                      | 25/09/2009                                             | Al-Salam, El Cairo, Egipto                                   | Nigeria                                                | 0:1                                                    | Mundial Sub-20 2009                                    | 0                                                      | 0                                                      | 0                                                      | 0                                                      |                                                        |
| 10                                                     | 28/09/2009                                             | Al-Salam, El Cairo, Egipto                                   | Tahití                                                 | 0:8                                                    | Mundial Sub-20 2009                                    | 3                                                      | 1                                                      | 0                                                      | 0                                                      | 4', 27', 90+2'; 78'                                    |
| 11                                                     | 07/10/2009                                             | Internacional Mubarak, Suez, Egipto                          | Emiratos Árabes Unidos                                 | 1:2                                                    | Mundial Sub-20 2009                                    | 1                                                      | 0                                                      | 0                                                      | 0                                                      | 12'                                                    |
| Selección absoluta                                     |                                                        |                                                              |                                                        |                                                        |                                                        |                                                        |                                                        |                                                        |                                                        |                                                        |
| 1                                                      | 06/02/2008                                             | Monumental, Maturín, Venezuela                               | Haití                                                  | 1:0                                                    | Amistoso                                               | 0                                                      | 0                                                      | 0                                                      | 0                                                      | 63'                                                    |
| 2                                                      | 03/02/2008                                             | José A. Anzoátegui, Puerto La Cruz, Venezuela                | Haití                                                  | 1:1                                                    | Amistoso                                               | 0                                                      | 0                                                      | 0                                                      | 0                                                      | 71'                                                    |
| 3                                                      | 23/03/2008                                             | C.T.E. Cachamay, Ciudad Guayana, Venezuela                   | El Salvador                                            | 1:0                                                    | Amistoso                                               | 1                                                      | 0                                                      | 0                                                      | 0                                                      | 33'; 76'                                               |
| 4                                                      | 11/02/2009                                             | Monumental, Maturín, Venezuela                               | Guatemala                                              | 2:1                                                    | Amistoso                                               | 1                                                      | 0                                                      | 0                                                      | 0                                                      | 89'; 90'                                               |
| 5                                                      | 24/06/2009                                             | Georgia Dome, Atlanta, EEUU                                  | México                                                 | 4:0                                                    | Amistoso                                               | 0                                                      | 0                                                      | 0                                                      | 0                                                      | 81'                                                    |
| 6                                                      | 27/06/2009                                             | Ricardo Saprissa Aymá, San Juan de Tibás, Costa Rica         | Costa Rica                                             | 1:0                                                    | Amistoso                                               | 0                                                      | 0                                                      | 0                                                      | 0                                                      | 71'                                                    |
| 7                                                      | 14/10/2009                                             | Estádio Universitário Pedro Pedrossian, Campo Grande, Brasil | Brasil                                                 | 0:0                                                    | Clasificatorias Mundial 2010                           | 0                                                      | 0                                                      | 0                                                      | 0                                                      | 76'                                                    |
| 8                                                      | 11/08/2010                                             | Rommel Fernández, Panamá, Panamá                             | Panamá                                                 | 3:1                                                    | Amistoso                                               | 0                                                      | 0                                                      | 0                                                      | 0                                                      | 69'                                                    |
| 9                                                      | 03/09/2010                                             | José A. Anzoátegui, Puerto La Cruz, Venezuela                | Colombia                                               | 0:2                                                    | Amistoso                                               | 0                                                      | 0                                                      | 0                                                      | 0                                                      | 67'                                                    |
| 10                                                     | 07/09/2010                                             | Metropolitano de Lara, Cabudare, Venezuela                   | Ecuador                                                | 1:0                                                    | Amistoso                                               | 0                                                      | 0                                                      | 0                                                      | 0                                                      | 67'                                                    |
| 11                                                     | 09/02/2011                                             | José A. Anzoátegui, Puerto La Cruz, Venezuela                | Costa Rica                                             | 2:2                                                    | Amistoso                                               | 2                                                      | 0                                                      | 1                                                      | 0                                                      | 24', 80'; 46'                                          |
| 12                                                     | 03/07/2011                                             | Ciudad de La Plata, La Plata, Argentina                      | Brasil                                                 | 0:0                                                    | Copa América 2011                                      | 0                                                      | 0                                                      | 1                                                      | 0                                                      | 61'                                                    |
| 13                                                     | 09/07/2011                                             | Padre Ernesto Martearena, Salta, Argentina                   | Ecuador                                                | 1:0                                                    | Copa América 2011                                      | 0                                                      | 0                                                      | 0                                                      | 0                                                      | 75'                                                    |
| 14                                                     | 13/07/2011                                             | Padre Ernesto Martearena, Salta, Argentina                   | Paraguay                                               | 3:3                                                    | Copa América 2011                                      | 1                                                      | 1                                                      | 0                                                      | 0                                                      | 5': 90'                                                |
| 15                                                     | 17/07/2011                                             | San Juan del Bicentenario, San Juan, Argentina               | Chile                                                  | 1:2                                                    | Copa América 2011                                      | 0                                                      | 0                                                      | 0                                                      | 0                                                      | 59'                                                    |
| 16                                                     | 20/07/2011                                             | Malvinas Argentinas, Mendoza, Argentina                      | Paraguay                                               | 0:0 (5:3) pen.                                         | Copa América 2011                                      | 0                                                      | 0                                                      | 0                                                      | 0                                                      |                                                        |
| 17                                                     | 23/07/2011                                             | Ciudad de La Plata, La Plata, Argentina                      | Perú                                                   | 4:1                                                    | Copa América 2011                                      | 0                                                      | 0                                                      | 0                                                      | 0                                                      | 61'                                                    |
| 18                                                     | 02/09/2011                                             | Salt Lake, Calcuta, India                                    | Argentina                                              | 0:1                                                    | Amistoso                                               | 0                                                      | 0                                                      | 0                                                      | 0                                                      |                                                        |
| 19                                                     | 11/10/2011                                             | José A. Anzoátegui, Puerto La Cruz, Venezuela                | Argentina                                              | 1:0                                                    | Clasificatorias Mundial 2014                           | 0                                                      | 0                                                      | 0                                                      | 0                                                      | 76'                                                    |
| 20                                                     | 11/11/2011                                             | Metropolitano, Barranquilla, Colombia                        | Colombia                                               | 1:1                                                    | Clasificatorias Mundial 2014                           | 0                                                      | 0                                                      | 0                                                      | 0                                                      | 57'                                                    |
| 21                                                     | 15/11/2011                                             | Polideportivo de Pueblo Nuevo, San Cristóbal, Venezuela      | Bolivia                                                | 1:0                                                    | Clasificatorias Mundial 2014                           | 0                                                      | 0                                                      | 1                                                      | 0                                                      | 20'                                                    |
| 22                                                     | 29/02/2012                                             | La Rosaleda, Málaga, España                                  | España                                                 | 5:0                                                    | Amistoso                                               | 0                                                      | 0                                                      | 0                                                      | 0                                                      | 78'                                                    |
| 23                                                     | 24/05/2012                                             | C.T.E. Cachamay, Ciudad Guayana, Venezuela                   | Moldavia                                               | 4:0                                                    | Amistoso                                               | 2                                                      | 0                                                      | 0                                                      | 0                                                      | 46'; 50', 73'                                          |
| 24                                                     | 02/06/2012                                             | Centenario, Montevideo, Uruguay                              | Uruguay                                                | 1:1                                                    | Clasificatorias Mundial 2014                           | 1                                                      | 0                                                      | 0                                                      | 0                                                      | 84'                                                    |
| 25                                                     | 09/06/2012                                             | José A. Anzoátegui, Puerto La Cruz, Venezuela                | Chile                                                  | 0:2                                                    | Clasificatorias Mundial 2014                           | 0                                                      | 0                                                      | 0                                                      | 0                                                      |                                                        |
| 26                                                     | 07/09/2012                                             | Nacional, Lima, Perú                                         | Perú                                                   | 2:1                                                    | Clasificatorias Mundial 2014                           | 0                                                      | 0                                                      | 0                                                      | 0                                                      | 69'                                                    |
| 27                                                     | 11/09/2012                                             | Defensores del Chaco, Asunción, Paraguay                     | Paraguay                                               | 0:2                                                    | Clasificatorias Mundial 2014                           | 2                                                      | 0                                                      | 0                                                      | 0                                                      | 45', 67'                                               |
| 28                                                     | 16/10/2012                                             | José A. Anzoátegui, Puerto La Cruz, Venezuela                | Ecuador                                                | 1:1                                                    | Clasificatorias Mundial 2014                           | 0                                                      | 0                                                      | 0                                                      | 0                                                      |                                                        |
| 29                                                     | 14/11/2012                                             | Marlins Park, Miami, Estados Unidos                          | Nigeria                                                | 1:3                                                    | Amistoso                                               | 0                                                      | 0                                                      | 1                                                      | 0                                                      | 56' ; 86'                                              |
| 30                                                     | 22/03/2013                                             | Monumental, Buenos Aires, Argentina                          | Argentina                                              | 3:0                                                    | Clasificatorias Mundial 2014                           | 0                                                      | 0                                                      | 0                                                      | 0                                                      | 81'                                                    |
| 31                                                     | 26/03/2013                                             | Polideportivo de Pueblo Nuevo, San Cristóbal, Venezuela      | Colombia                                               | 1:0                                                    | Clasificatorias Mundial 2014                           | 1                                                      | 0                                                      | 1                                                      | 0                                                      | 13'; 29'                                               |
| 32                                                     | 11/06/2013                                             | C.T.E. Cachamay, Ciudad Guayana, Venezuela                   | Uruguay                                                | 0:1                                                    | Clasificatorias Mundial 2014                           | 0                                                      | 0                                                      | 0                                                      | 0                                                      |                                                        |
| 33                                                     | 14/08/2013                                             | Polideportivo de Pueblo Nuevo, San Cristóbal, Venezuela      | Bolivia                                                | 2:2                                                    | Amistoso                                               | 0                                                      | 0                                                      | 0                                                      | 0                                                      |                                                        |
| 34                                                     | 06/09/2013                                             | Nacional, Santiago, Chile                                    | Colombia                                               | 3:0                                                    | Clasificatorias Mundial 2014                           | 0                                                      | 0                                                      | 0                                                      | 0                                                      |                                                        |
| 35                                                     | 10/09/2013                                             | José Antonio Anzoátegui, Puerto La Cruz, Venezuela           | Perú                                                   | 3:2                                                    | Clasificatorias Mundial 2014                           | 1                                                      | 0                                                      | 0                                                      | 0                                                      | 37'                                                    |
| 36                                                     | 05/09/2014                                             | Bucheon, Bucheon, Corea del Sur                              | Corea del Sur                                          | 3:1                                                    | Amistoso                                               | 0                                                      | 0                                                      | 0                                                      | 1                                                      | 74'; 87'                                               |
| 37                                                     | 09/09/2014                                             | Internacional, Yokohama, Japón                               | Japón                                                  | 2:2                                                    | Amistoso                                               | 0                                                      | 0                                                      | 0                                                      | 0                                                      | 80'                                                    |
| 38                                                     | 27/03/2015                                             | Sports Complex, Montego Bay, Jamaica                         | Jamaica                                                | 2:1                                                    | Amistoso                                               | 0                                                      | 0                                                      | 0                                                      | 0                                                      | 81'                                                    |
| 39                                                     | 31/03/2015                                             | Lockhart, Fort Lauderdale, EEUU                              | Perú                                                   | 0:1                                                    | Amistoso                                               | 0                                                      | 1                                                      | 0                                                      | 0                                                      | 60'; 92'                                               |
| 40                                                     | 14/06/2015                                             | El Teniente, Rancagua, Chile                                 | Colombia                                               | 0:1                                                    | Copa América 2015                                      | 1                                                      | 0                                                      | 0                                                      | 0                                                      | 60'                                                    |
| 41                                                     | 18/06/2015                                             | Elías Figueroa, Valparaíso, Chile                            | Perú                                                   | 1:0                                                    | Copa América 2015                                      | 0                                                      | 0                                                      | 0                                                      | 0                                                      |                                                        |
| 42                                                     | 21/06/2015                                             | Monumental, Macul, Chile                                     | Brasil                                                 | 2:1                                                    | Copa América 2015                                      | 0                                                      | 0                                                      | 0                                                      | 0                                                      |                                                        |
| 43                                                     | 04/09/2015                                             | C.T.E. Cachamay, Ciudad Guayana, Venezuela                   | Honduras                                               | 0:3                                                    | Amistoso                                               | 0                                                      | 0                                                      | 1                                                      | 0                                                      | 87'                                                    |
| 44                                                     | 08/09/2015                                             | C.T.E. Cachamay, Ciudad Guayana, Venezuela                   | Panamá                                                 | 1:1                                                    | Amistoso                                               | 1                                                      | 0                                                      | 0                                                      | 0                                                      | 90+3'                                                  |
| 45                                                     | 08/10/2015                                             | C.T.E. Cachamay, Ciudad Guayana, Venezuela                   | Paraguay                                               | 0:1                                                    | Clasificatorias Mundial 2018                           | 0                                                      | 0                                                      | 1                                                      | 0                                                      | 90'                                                    |
| 46                                                     | 13/10/2015                                             | Aderaldo Plácido Castelo, Fortaleza, Brasil                  | Brasil                                                 | 3:1                                                    | Clasificatorias Mundial 2018                           | 0                                                      | 0                                                      | 0                                                      | 0                                                      |                                                        |
| 47                                                     | 17/11/2015                                             | C.T.E. Cachamay, Ciudad Guayana, Venezuela                   | Ecuador                                                | 1:3                                                    | Clasificatorias Mundial 2018                           | 0                                                      | 0                                                      | 0                                                      | 0                                                      |                                                        |
| 48                                                     | 24/03/2016                                             | Nacional, Santa Beatriz, Perú                                | Perú                                                   | 2:2                                                    | Clasificatorias Mundial 2018                           | 0                                                      | 0                                                      | 1                                                      | 0                                                      | 87'                                                    |
| 49                                                     | 27/05/2016                                             | Estadio Nacional, San José, Costa Rica                       | Costa Rica                                             | 2:1                                                    | Amistoso                                               | 1                                                      | 0                                                      | 0                                                      | 0                                                      | 29'                                                    |
| 50                                                     | 01/06/2016                                             | Lockhart, Fort Lauderdale, EEUU                              | Guatemala                                              | 1:1                                                    | Amistoso                                               | 1                                                      | 0                                                      | 0                                                      | 0                                                      | 84'                                                    |
| 51                                                     | 05/06/2016                                             | Soldier Field, Chicago, EEUU                                 | Jamaica                                                | 0:1                                                    | Copa América Centenario                                | 0                                                      | 0                                                      | 0                                                      | 0                                                      |                                                        |
| 52                                                     | 09/06/2016                                             | Lincoln Financial Field, Filadelfia, EEUU                    | Uruguay                                                | 0:1                                                    | Copa América Centenario                                | 1                                                      | 0                                                      | 0                                                      | 0                                                      | 36'; 78'                                               |
| 53                                                     | 13/06/2016                                             | NRG, Houston, EEUU                                           | México                                                 | 1:1                                                    | Copa América Centenario                                | 0                                                      | 0                                                      | 0                                                      | 0                                                      | 71'                                                    |
| 54                                                     | 18/06/2016                                             | Gillette, Foxborough, EEUU                                   | Argentina                                              | 4:1                                                    | Copa América Centenario                                | 1                                                      | 0                                                      | 1                                                      | 0                                                      | 70'; 77'                                               |
| 55                                                     | 01/09/2016                                             | Metropolitano, Barranquilla, Colombia                        | Colombia                                               | 2:0                                                    | Clasificatorias Mundial 2018                           | 0                                                      | 0                                                      | 0                                                      | 0                                                      |                                                        |
| 56                                                     | 06/09/2016                                             | Metropolitano, Mérida, Venezuela                             | Argentina                                              | 2:2                                                    | Clasificatorias Mundial 2018                           | 0                                                      | 1                                                      | 0                                                      | 0                                                      | 53'                                                    |
| 57                                                     | 06/10/2016                                             | Centenario, Montevideo, Uruguay                              | Uruguay                                                | 3:0                                                    | Clasificatorias Mundial 2018                           | 0                                                      | 0                                                      | 0                                                      | 0                                                      |                                                        |
| 58                                                     | 11/10/2016                                             | Metropolitano, Mérida, Venezuela                             | Brasil                                                 | 0:2                                                    | Clasificatorias Mundial 2018                           | 0                                                      | 0                                                      | 0                                                      | 0                                                      |                                                        |
| 59                                                     | 23/03/2017                                             | Monumental, Maturín, Venezuela                               | Perú                                                   | 2:2                                                    | Clasificatorias Mundial 2018                           | 0                                                      | 0                                                      | 0                                                      | 0                                                      |                                                        |
| 60                                                     | 28/03/2017                                             | Monumental, Macul, Chile                                     | Chile                                                  | 3:1                                                    | Clasificatorias Mundial 2018                           | 1                                                      | 0                                                      | 0                                                      | 0                                                      | 63'                                                    |
| 61                                                     | 03/06/2017                                             | Rio Tinto, Sandy, EEUU                                       | Estados Unidos                                         | 1:1                                                    | Amistoso                                               | 0                                                      | 0                                                      | 0                                                      | 0                                                      | 90+3'                                                  |
| 62                                                     | 08/06/2017                                             | FAU, Boca Ratón, EEUU                                        | Ecuador                                                | 1:1                                                    | Amistoso                                               | 0                                                      | 0                                                      | 0                                                      | 0                                                      |                                                        |
| 63                                                     | 31/08/2017                                             | Polideportivo de Pueblo Nuevo, San Cristóbal, Venezuela      | Colombia                                               | 0:0                                                    | Clasificatorias Mundial 2018                           | 0                                                      | 0                                                      | 0                                                      | 0                                                      |                                                        |
| 64                                                     | 05/09/2017                                             | Monumental, Buenos Aires, Argentina                          | Argentina                                              | 1:1                                                    | Clasificatorias Mundial 2018                           | 0                                                      | 0                                                      | 0                                                      | 0                                                      | 82'                                                    |
| 65                                                     | 05/10/2017                                             | Polideportivo de Pueblo Nuevo, San Cristóbal, Venezuela      | Uruguay                                                | 0:0                                                    | Clasificatorias Mundial 2018                           | 0                                                      | 0                                                      | 0                                                      | 0                                                      |                                                        |
| 66                                                     | 10/10/2017                                             | Defensores del Chaco, Asunción, Paraguay                     | Paraguay                                               | 0:1                                                    | Clasificatorias Mundial 2018                           | 0                                                      | 0                                                      | 0                                                      | 0                                                      |                                                        |
| 67                                                     | 13/11/2017                                             | Goffert, Nimega, Países Bajos                                | Irán                                                   | 0:1                                                    | Amistoso                                               | 0                                                      | 0                                                      | 0                                                      | 0                                                      |                                                        |
| 68                                                     | 07/09/2018                                             | Hard Rock, Miami Gardens, EEUU                               | Colombia                                               | 1:2                                                    | Amistoso                                               | 0                                                      | 0                                                      | 0                                                      | 0                                                      |                                                        |
| 69                                                     | 11/09/2018                                             | Rommel Fernández, Juan Díaz, Panamá                          | Panamá                                                 | 0:2                                                    | Amistoso                                               | 2                                                      | 0                                                      | 0                                                      | 0                                                      | 56'; 67', 90+3'                                        |
| 70                                                     | 16/11/2018                                             | Oita Bank Dome, Ōita, Japón                                  | Japón                                                  | 1:1                                                    | Amistoso                                               | 0                                                      | 0                                                      | 0                                                      | 0                                                      | 66'                                                    |
| 71                                                     | 20/11/2018                                             | Al-Ahli, Doha, Catar                                         | Irán                                                   | 1:1                                                    | Amistoso                                               | 0                                                      | 0                                                      | 0                                                      | 0                                                      | 73'                                                    |
| 72                                                     | 22/03/2019                                             | Metropolitano, Madrid, España                                | Argentina                                              | 1:3                                                    | Amistoso                                               | 1                                                      | 0                                                      | 1                                                      | 0                                                      | 6'; 72'                                                |
| 73                                                     | 06/06/2019                                             | Mercedes-Benz Stadium, Atlanta, EEUU                         | México                                                 | 1:3                                                    | Amistoso                                               | 0                                                      | 0                                                      | 0                                                      | 0                                                      | 45'                                                    |
| 74                                                     | 09/06/2019                                             | Nippert Stadium, Cincinnati, EEUU                            | Estados Unidos                                         | 1:3                                                    | Amistoso                                               | 2                                                      | 0                                                      | 0                                                      | 0                                                      | 16', 36'; 61'                                          |
| 75                                                     | 15/06/2019                                             | Arena do Grêmio, Porto Alegre, Brasil                        | Perú                                                   | 0:0                                                    | Copa América 2019                                      | 0                                                      | 0                                                      | 0                                                      | 0                                                      |                                                        |
| 76                                                     | 19/06/2019                                             | Arena Fonte Nova, Salvador (Bahía), Brasil                   | Brasil                                                 | 0:0                                                    | Copa América 2019                                      | 0                                                      | 0                                                      | 0                                                      | 0                                                      |                                                        |
| 77                                                     | 22/06/2019                                             | Estadio Mineirão, Belo Horizonte, Brasil                     | Bolivia                                                | 3:1                                                    | Copa América 2019                                      | 0                                                      | 0                                                      | 0                                                      | 0                                                      |                                                        |
| 78                                                     | 28/06/2019                                             | Estadio de Maracaná, Río de Janeiro, Brasil                  | Argentina                                              | 0:2                                                    | Copa América 2019                                      | 0                                                      | 0                                                      | 1                                                      | 0                                                      | 44'                                                    |
| 79                                                     | 11/10/2019                                             | Estadio Olímpico, Caracas, Venezuela                         | Bolivia                                                | 4:1                                                    | Amistoso                                               | 2                                                      | 0                                                      | 0                                                      | 0                                                      | 50', 87'; 89'                                          |
| 80                                                     | 15/10/2019                                             | Estadio Olímpico, Caracas, Venezuela                         | Trinidad y Tobago                                      | 2:0                                                    | Amistoso                                               | 1                                                      | 0                                                      | 0                                                      | 0                                                      | 11'; 78'                                               |
| 81                                                     | 19/11/2019                                             | Estadio Panasonic, Suita, Japón                              | Japón                                                  | 1:4                                                    | Amistoso                                               | 3                                                      | 0                                                      | 0                                                      | 0                                                      | 8', 31', 34'                                           |
| 82                                                     | 14/11/2020                                             | Estadio Morumbi, Río de Janeiro, Brasil                      | Brasil                                                 | 1:0                                                    | Clasificatorias Mundial 2022                           | 0                                                      | 0                                                      | 0                                                      | 0                                                      |                                                        |
| 83                                                     | 17/11/2020                                             | Estadio Olímpico, Caracas, Venezuela                         | Chile                                                  | 2:1                                                    | Clasificatorias Mundial 2022                           | 1                                                      | 0                                                      | 0                                                      | 0                                                      | 81'                                                    |
| 84                                                     | 28/01/2022                                             | Agustín Tovar, Barinas, Venezuela                            | Bolivia                                                | 4:1                                                    | Clasificatorias Mundial 2022                           | 3                                                      | 0                                                      | 0                                                      | 0                                                      | 25', 35', 67'; 70'                                     |
| 85                                                     | 01/02/2022                                             | Centenario, Montevideo, Uruguay                              | Uruguay                                                | 4:1                                                    | Clasificatorias Mundial 2022                           | 0                                                      | 0                                                      | 1                                                      | 0                                                      | 80'                                                    |
| 86                                                     | 26/03/2022                                             | La Bombonera, Buenos Aires, Argentina                        | Argentina                                              | 3:0                                                    | Clasificatorias Mundial 2022                           | 0                                                      | 0                                                      | 0                                                      | 0                                                      | 83'                                                    |
| 87                                                     | 30/03/2022                                             | C.T.E. Cachamay, Ciudad Guayana, Venezuela                   | Colombia                                               | 0:1                                                    | Clasificatorias Mundial 2022                           | 0                                                      | 0                                                      | 0                                                      | 0                                                      |                                                        |
| 88                                                     | 01/06/2022                                             | Estadio Nacional Ta Qali, Ta Qali, Malta                     | Malta                                                  | 0:1                                                    | Amistoso                                               | 1                                                      | 0                                                      | 0                                                      | 0                                                      | 34'; 80'                                               |
| 89                                                     | 09/06/2022                                             | Estadio Enrique Roca, Murcia, España                         | Arabia Saudita                                         | 0:1                                                    | Amistoso                                               | 0                                                      | 0                                                      | 0                                                      | 0                                                      | 72'                                                    |
| 90                                                     | 22/09/2022                                             | Motion invest Arena, Viena, Austria                          | Islandia                                               | 1:0                                                    | Amistoso                                               | 0                                                      | 0                                                      | 0                                                      | 0                                                      | 76'                                                    |
| 91                                                     | 27/09/2022                                             | Wiener Neustadt Arena, Wiener Neustadt, Austria              | Emiratos Árabes Unidos                                 | 0:4                                                    | Amistoso                                               | 1                                                      | 0                                                      | 0                                                      | 0                                                      | 25'; 46'                                               |
| 92                                                     | 15/11/2022                                             | Al Hamriyah, Sharjah, Emiratos Árabes Unidos                 | Brasil                                                 | 2:2                                                    | Amistoso                                               | 1                                                      | 0                                                      | 0                                                      | 0                                                      | 83'                                                    |
| 93                                                     | 20/11/2022                                             | Al-Shabab Club Stadium, Dubái, Emiratos Árabes Unidos        | Chile                                                  | 2:1                                                    | Amistoso                                               | 1                                                      | 0                                                      | 0                                                      | 0                                                      | 50'                                                    |
| 94                                                     | 24/03/2023                                             | Prince Abdullah al-Faisal Stadium, Yeda, Arabia Saudita      | Arabia Saudita                                         | 1:2                                                    | Amistoso                                               | 1                                                      | 1                                                      | 1                                                      | 0                                                      | 34'; 52'                                               |
| 95                                                     | 28/03/2023                                             | Prince Abdullah al-Faisal Stadium, Yeda, Arabia Saudita      | Uzbekistán                                             | 1:1                                                    | Amistoso                                               | 0                                                      | 0                                                      | 0                                                      | 0                                                      | 64'                                                    |
| 96                                                     | 16/06/2023                                             | Audi Field, Washington D. C., EEUU                           | Honduras                                               | 0:1                                                    | Amistoso                                               | 0                                                      | 1                                                      | 0                                                      | 0                                                      | 86'                                                    |
| 97                                                     | 18/06/2023                                             | Rentschler Field, East Hartford, EEUU                        | Guatemala                                              | 0:1                                                    | Amistoso                                               | 0                                                      | 0                                                      | 0                                                      | 0                                                      | 45'                                                    |
| 98                                                     | 08/09/2023                                             | Metropolitano, Barranquilla, Colombia                        | Colombia                                               | 1:0                                                    | Clasificatorias Mundial 2022                           | 0                                                      | 0                                                      | 0                                                      | 0                                                      | 78'                                                    |
| 99                                                     | 13/09/2023                                             | Monumental, Maturín, Venezuela                               | Paraguay                                               | 1:0                                                    | Clasificatorias Mundial 2022                           | 1                                                      | 0                                                      | 0                                                      | 0                                                      | 90+3'                                                  |
| 100                                                    | 13/10/2023                                             | Arena Pantanal, Cuiabá, Brasil                               | Brasil                                                 | 1:1                                                    | Clasificatorias Mundial 2022                           | 0                                                      | 0                                                      | 0                                                      | 0                                                      |                                                        |
| 101                                                    | 17/10/2023                                             | Monumental, Maturín, Venezuela                               | Chile                                                  | 3:0                                                    | Clasificatorias Mundial 2022                           | 0                                                      | 0                                                      | 0                                                      | 0                                                      |                                                        |
| 102                                                    | 16/11/2023                                             | Monumental, Maturín, Venezuela                               | Ecuador                                                | 0:0                                                    | Clasificatorias Mundial 2022                           | 1                                                      | 0                                                      | 0                                                      | 0                                                      | 76'; 87'                                               |
| 103                                                    | 22/11/2023                                             | Nacional, Santa Beatriz, Perú                                | Perú                                                   | 1:1                                                    | Clasificatorias Mundial 2022                           | 0                                                      | 0                                                      | 0                                                      | 0                                                      | 85'                                                    |
| 104                                                    | 21/03/2024                                             | Chase Stadium, Fort Lauderdale, EEUU                         | Italia                                                 | 1:2                                                    | Amistoso                                               | 0                                                      | 0                                                      | 0                                                      | 0                                                      |                                                        |
| 105                                                    | 24/03/2024                                             | Shell Energy Stadium, Houston, EEUU                          | Guatemala                                              | 0:0                                                    | Amistoso                                               | 0                                                      | 0                                                      | 0                                                      | 0                                                      | 45'                                                    |
| 106                                                    | 22/06/2024                                             | Levi's Stadium, Santa Clara, EEUU                            | Ecuador                                                | 1:2                                                    | Copa America 2024                                      | 0                                                      | 1                                                      | 0                                                      | 0                                                      | 64'; 84'                                               |
| 107                                                    | 26/06/2024                                             | SoFi Stadium, Inglewood, EEUU                                | México                                                 | 1:0                                                    | Copa America 2024                                      | 1                                                      | 0                                                      | 0                                                      | 0                                                      | 57'; 82'                                               |
| 108                                                    | 30/06/2024                                             | Q2 Stadium, Austin, EEUU                                     | Jamaica                                                | 0:3                                                    | Copa America 2024                                      | 1                                                      | 0                                                      | 0                                                      | 0                                                      | 56'; 81'                                               |
| Total                                                  | Total                                                  | Total                                                        | Total                                                  | Total                                                  | Total                                                  | 50                                                     | 7                                                      | 15                                                     | 1                                                      |                                                        |
| Nota:1.                                                |                                                        |                                                              |                                                        |                                                        |                                                        |                                                        |                                                        |                                                        |                                                        |                                                        |

### Goles internacionales
| 1.  | 23 de marzo de 2008      | José Anzoátegui, Puerto La Cruz, Venezuela        | El Salvador            | 1 – 0 | 1 – 0 | Amistoso                  |
| 2.  | 11 de febrero de 2009    | Monumental, Maturín, Venezuela                    | Guatemala              | 2 – 1 | 2 – 1 | Amistoso                  |
| 3.  | 9 de febrero de 2011     | José Anzoátegui, Puerto La Cruz, Venezuela        | Costa Rica             | 1 – 1 | 2 – 2 | Amistoso                  |
| 4.  | 9 de febrero de 2011     | José Anzoátegui, Puerto La Cruz, Venezuela        | Costa Rica             | 2 – 2 | 2 – 2 | Amistoso                  |
| 5.  | 13 de julio de 2011      | Padre Ernesto Martearena, Salta, Argentina        | Paraguay               | 0 – 1 | 3 – 3 | Copa América 2011         |
| 6.  | 23 de mayo de 2012       | CTE Cachamay, Ciudad Guayana, Venezuela           | Moldavia               | 2 – 0 | 4 – 0 | Amistoso                  |
| 7.  | 23 de mayo de 2012       | CTE Cachamay, Ciudad Guayana, Venezuela           | Moldavia               | 4 – 0 | 4 – 0 | Amistoso                  |
| 8.  | 2 de junio de 2012       | Centenario, Montevideo, Uruguay                   | Uruguay                | 1 – 1 | 1 – 1 | Clasif. Copa Mundial 2014 |
| 9.  | 11 de septiembre de 2012 | Defensores del Chaco, Asunción, Paraguay          | Paraguay               | 0 – 1 | 0 – 2 | Clasif. Copa Mundial 2014 |
| 10. | 11 de septiembre de 2012 | Defensores del Chaco, Asunción, Paraguay          | Paraguay               | 0 – 2 | 0 – 2 | Clasif. Copa Mundial 2014 |
| 11. | 26 de marzo de 2013      | CTE Cachamay, Ciudad Guayana, Venezuela           | Colombia               | 1 – 0 | 1 – 0 | Clasif. Copa Mundial 2014 |
| 12. | 10 de septiembre de 2013 | José Anzoátegui, Puerto La Cruz, Venezuela        | Perú                   | 1 – 1 | 3 – 2 | Clasif. Copa Mundial 2014 |
| 13. | 14 de junio de 2015      | El Teniente, Rancagua, Chile                      | Colombia               | 1 – 0 | 1 – 0 | Copa América 2015         |
| 14. | 8 de septiembre de 2015  | CTE Cachamay, Ciudad Guayana, Venezuela           | Panamá                 | 1 – 1 | 1 – 1 | Amistoso                  |
| 15. | 27 de mayo de 2016       | Estadio Nacional, San José, Costa Rica            | Costa Rica             | 0 – 1 | 2 – 1 | Amistoso                  |
| 16. | 1 de junio de 2016       | Estadio Lockhart, Fort Lauderdale, EE. UU.        | Guatemala              | 1 – 1 | 1 – 1 | Amistoso                  |
| 17. | 9 de junio de 2016       | Lincoln Financial Field, Filadelfia, EE. UU.      | Uruguay                | 0 – 1 | 0 – 1 | Copa América Centenario   |
| 18. | 18 de junio de 2016      | Gillette Stadium, Foxborough, EE. UU.             | Argentina              | 3 – 1 | 4 – 1 | Copa América Centenario   |
| 19. | 28 de marzo de 2017      | Estadio Nacional, Santiago, Chile                 | Chile                  | 3 – 1 | 3 – 1 | Clasif. Copa Mundial 2018 |
| 20. | 11 de septiembre de 2018 | Rommel Fernández, Juan Díaz, Panamá               | Panamá                 | 0 – 1 | 0 – 2 | Amistoso                  |
| 21. | 11 de septiembre de 2018 | Rommel Fernández, Juan Díaz, Panamá               | Panamá                 | 0 – 2 | 0 – 2 | Amistoso                  |
| 22. | 22 de marzo de 2019      | Wanda Metropolitano, Madrid, España               | Argentina              | 0 – 1 | 1 – 3 | Amistoso                  |
| 23. | 9 de junio de 2019       | Nippert Stadium, Ohio, EE. UU.                    | Estados Unidos         | 0 – 1 | 0 – 3 | Amistoso                  |
| 24. | 9 de junio de 2019       | Nippert Stadium, Ohio, EE. UU.                    | Estados Unidos         | 0 – 3 | 0 – 3 | Amistoso                  |
| 25. | 10 de octubre de 2019    | Estadio Olímpico de la UCV, Caracas, Venezuela    | Bolivia                | 3 – 0 | 4 – 1 | Amistoso                  |
| 26. | 10 de octubre de 2019    | Estadio Olímpico de la UCV, Caracas, Venezuela    | Bolivia                | 4 – 1 | 4 – 1 | Amistoso                  |
| 27. | 14 de octubre de 2019    | Estadio Olímpico de la UCV, Caracas, Venezuela    | Trinidad y Tobago      | 1 – 0 | 2 – 0 | Amistoso                  |
| 28. | 19 de noviembre de 2019  | Estadio de Suita, Osaka, Japón                    | Japón                  | 0 – 1 | 1 – 4 | Amistoso                  |
| 29. | 19 de noviembre de 2019  | Estadio de Suita, Osaka, Japón                    | Japón                  | 0 – 2 | 1 – 4 | Amistoso                  |
| 30. | 19 de noviembre de 2019  | Estadio de Suita, Osaka, Japón                    | Japón                  | 0 – 3 | 1 – 4 | Amistoso                  |
| 31. | 17 de noviembre de 2020  | Olímpico de la UCV, Caracas, Venezuela            | Chile                  | 2 – 1 | 2 – 1 | Clasif. Copa Mundial 2022 |
| 32. | 28 de enero de 2022      | Agustín Tovar, Barinas, Venezuela                 | Bolivia                | 1 – 0 | 4 – 1 | Clasif. Copa Mundial 2022 |
| 33. | 28 de enero de 2022      | Agustín Tovar, Barinas, Venezuela                 | Bolivia                | 2 – 0 | 4 – 1 | Clasif. Copa Mundial 2022 |
| 34. | 28 de enero de 2022      | Agustín Tovar, Barinas, Venezuela                 | Bolivia                | 4 – 1 | 4 – 1 | Clasif. Copa Mundial 2022 |
| 35. | 1 de junio de 2022       | Estadio Nacional, Ta' Qali, Malta                 | Malta                  | 0 – 1 | 0 – 1 | Amistoso                  |
| 36. | 27 de septiembre de 2022 | WN Stadion, Wiener Neustadt, Austria              | Emiratos Árabes Unidos | 0 – 2 | 0 – 4 | Amistoso                  |
| 37. | 15 de noviembre de 2022  | Al Hamriya Sports Club, Sharjah, EAU              | Panamá                 | 2 – 1 | 2 – 2 | Amistoso                  |
| 38. | 20 de noviembre de 2022  | Estadio Al-Rashid, Dubái, EAU                     | Siria                  | 1 – 2 | 1 – 2 | Amistoso                  |
| 39. | 24 de marzo de 2023      | Príncipe Abdullah al-Faisal, Yeda, Arabia Saudita | Arabia Saudita         | 0 – 2 | 1 – 2 | Amistoso                  |
| 40. | 12 de septiembre de 2023 | Monumental, Maturín, Venezuela                    | Paraguay               | 1 – 0 | 1 – 0 | Clasif. Copa Mundial 2026 |
| 41. | 17 de octubre de 2023    | Monumental, Maturín, Venezuela                    | Chile                  | 2 – 0 | 3 – 0 | Clasif. Copa Mundial 2026 |
| 42. | 26 de junio de 2024      | SoFi Stadium, Inglewood, Estados Unidos           | México                 | 1 – 0 | 1 – 0 | Copa América 2024         |
| 43. | 30 de junio de 2024      | Q2 Stadium, Austin, Estados Unidos                | Jamaica                | 0 – 2 | 0 – 3 | Copa América 2024         |
| 44. | 5 de julio de 2024       | AT&T Stadium, Arlington, Estados Unidos           | Canadá                 | 1 - 1 | 1 - 1 | Copa América 2024         |
| 45. | 10 de octubre de 2024    | Estadio Monumental de Maturín, Maturín, Venezuela | Argentina              | 1 - 1 | 1 - 1 | Clasif. Copa Mundial 2026 |
| 46. | 25 de marzo de 2025      | Estadio Monumental de Maturín, Maturín, Venezuela | Perú                   | 1 – 0 | 1 – 0 | Clasif. Copa Mundial 2026 |
| 47. | 6 de junio de 2025       | Estadio Monumental de Maturín, Maturín, Venezuela | Bolivia                | 2 – 0 | 2 – 0 | Clasif. Copa Mundial 2026 |

## Estilo de juego
Su gran poderío físico es su principal característica, teniendo una gran potencia tanto en el salto como en la carrera. En la gran parte de duelos físicos suele salir victorioso, logrando mantener la posesión bajo presión, combinando la explosividad y velocidad desde el principio al final del encuentro. Respecto a su dominio del juego aéreo, su altura y superioridad física hacen de Rondón un jugador difícil de parar por arriba. 
La zona de impacto de Rondón empieza a partir de la zona de tres cuartos de cancha. En el ataque suele situarse como ariete de referencia, aunque en algunas oportunidades, ha ejercido de falso mediapunta logrando canalizar el juego de ataque. No es el típico finalizador, al no tener el balón va generando espacios para las llegadas de los interiores.

## Estadísticas

### Clubes
| Club | Div                 | Temporada           | Liga  | Liga  | Liga   | Copas nacionales(1) | Copas nacionales(1) | Copas nacionales(1) | Torneos internacionales(2) | Torneos internacionales(2) | Torneos internacionales(2) | Total | Total | Total  | Media goleadora(3) |
| Club | Div                 | Temporada           | Part. | Goles | Asist. | Part.               | Goles               | Asist.              | Part.                      | Goles                      | Asist.                     | Part. | Goles | Asist. | Media goleadora(3) |
| --- | ------------------- | ------------------- | ----- | ----- | ------ | ------------------- | ------------------- | ------------------- | -------------------------- | -------------------------- | -------------------------- | ----- | ----- | ------ | ------------------ |
| Aragua · Venezuela | 1.ª                 | 2006-07             | 21    | 7     | 2      | —                   | —                   | —                   | —                          | —                          | —                          | 21    | 7     | 2      | 0,33               |
| Aragua · Venezuela | 1.ª                 | 2007-08             | 28    | 9     | 0      | 9                   | 3                   | 0                   | —                          | —                          | —                          | 37    | 12    | 0      | 0,32               |
| Aragua · Venezuela | Total club          | Total club          | 49    | 16    | 2      | 9                   | 3                   | 0                   | 0                          | 0                          | 0                          | 58    | 19    | 2      | 0,33               |
| Las Palmas · España | 2.ª                 | 2008-09             | 10    | 0     | 0      | —                   | —                   | —                   | —                          | —                          | —                          | 10    | 0     | 0      | 0,00               |
| Las Palmas · España | 2.ª                 | 2009-10             | 36    | 10    | 0      | 1                   | 2                   | 0                   | —                          | —                          | —                          | 37    | 12    | 0      | 0,32               |
| Las Palmas · España | Total club          | Total club          | 46    | 10    | 0      | 1                   | 2                   | 0                   | 0                          | 0                          | 0                          | 47    | 12    | 0      | 0,26               |
| Málaga · España | 1.ª                 | 2010-11             | 30    | 14    | 2      | 2                   | 2                   | 1                   | —                          | —                          | —                          | 32    | 16    | 3      | 0,50               |
| Málaga · España | 1.ª                 | 2011-12             | 37    | 11    | 4      | 3                   | 0                   | 0                   | —                          | —                          | —                          | 40    | 11    | 4      | 0,28               |
| Málaga · España | Total club          | Total club          | 67    | 25    | 6      | 5                   | 2                   | 1                   | 0                          | 0                          | 0                          | 72    | 27    | 7      | 0,38               |
| Rubin Kazán · Rusia | 1.ª                 | 2012-13             | 25    | 7     | 1      | —                   | —                   | —                   | 12                         | 5                          | 1                          | 37    | 12    | 2      | 0,32               |
| Rubin Kazán · Rusia | 1.ª                 | 2013                | 11    | 6     | 1      | —                   | —                   | —                   | 8                          | 6                          | 0                          | 19    | 12    | 1      | 0,63               |
| Rubin Kazán · Rusia | Total club          | Total club          | 36    | 13    | 2      | 0                   | 0                   | 0                   | 20                         | 11                         | 1                          | 56    | 24    | 3      | 0,43               |
| Zenit de San Petersburgo · Rusia | 1.ª                 | 2014                | 10    | 7     | 3      | —                   | —                   | —                   | 2                          | 1                          | 1                          | 12    | 8     | 4      | 0,67               |
| Zenit de San Petersburgo · Rusia | 1.ª                 | 2014-15             | 26    | 13    | 3      | 2                   | 1                   | 0                   | 16                         | 6                          | 1                          | 44    | 20    | 4      | 0,45               |
| Zenit de San Petersburgo · Rusia | 1.ª                 | 2015                | 1     | 0     | 0      | 1                   | 0                   | 0                   | —                          | —                          | —                          | 2     | 0     | 0      | 0,00               |
| Zenit de San Petersburgo · Rusia | Total club          | Total club          | 37    | 20    | 6      | 3                   | 1                   | 0                   | 18                         | 7                          | 2                          | 58    | 28    | 8      | 0,48               |
| West Bromwich Albion Inglaterra | 1.ª                 | 2015-16             | 34    | 9     | 3      | 6                   | 1                   | 1                   | —                          | —                          | —                          | 40    | 10    | 4      | 0,25               |
| West Bromwich Albion Inglaterra | 1.ª                 | 2016-17             | 38    | 8     | 2      | 2                   | 0                   | 0                   | —                          | —                          | —                          | 40    | 8     | 2      | 0,20               |
| West Bromwich Albion Inglaterra | 1.ª                 | 2017-18             | 36    | 7     | 3      | 4                   | 3                   | 1                   | —                          | —                          | —                          | 40    | 10    | 4      | 0,25               |
| West Bromwich Albion Inglaterra | Total club          | Total club          | 108   | 24    | 8      | 12                  | 4                   | 2                   | 0                          | 0                          | 0                          | 120   | 28    | 10     | 0,23               |
| Newcastle United Inglaterra | 1.ª                 | 2018-19             | 32    | 11    | 7      | 1                   | 1                   | 0                   | —                          | —                          | —                          | 33    | 12    | 7      | 0,36               |
| Newcastle United Inglaterra | Total club          | Total club          | 32    | 11    | 7      | 1                   | 1                   | 0                   | 0                          | 0                          | 0                          | 33    | 12    | 7      | 0,36               |
| Dalian Pro China | 1.ª                 | 2019                | 11    | 5     | 3      | 1                   | 0                   | 0                   | —                          | —                          | —                          | 12    | 5     | 3      | 0,42               |
| Dalian Pro China | 1.ª                 | 2020                | 16    | 9     | 4      | —                   | —                   | —                   | —                          | —                          | —                          | 16    | 9     | 4      | 0,56               |
| Dalian Pro China | Total club          | Total club          | 27    | 14    | 7      | 1                   | 0                   | 0                   | 0                          | 0                          | 0                          | 28    | 14    | 7      | 0,50               |
| CSKA Moscú · Rusia | 1.ª                 | 2021                | 10    | 4     | 2      | 3                   | 0                   | 0                   | —                          | —                          | —                          | 13    | 4     | 2      | 0,31               |
| CSKA Moscú · Rusia | Total club          | Total club          | 10    | 4     | 2      | 3                   | 0                   | 0                   | 0                          | 0                          | 0                          | 13    | 4     | 2      | 0,31               |
| Everton Inglaterra | 1.ª                 | 2021-22             | 20    | 1     | 1      | 3                   | 2                   | 0                   | —                          | —                          | —                          | 23    | 3     | 1      | 0,13               |
| Everton Inglaterra | 1.ª                 | 2022                | 7     | 0     | 0      | 1                   | 0                   | 0                   | —                          | —                          | —                          | 8     | 0     | 0      | 0,00               |
| Everton Inglaterra | Total club          | Total club          | 27    | 1     | 1      | 4                   | 2                   | 0                   | 0                          | 0                          | 0                          | 31    | 3     | 1      | 0,10               |
| River Plate Argentina | 1.ª                 | 2023                | 17    | 4     | 0      | 16                  | 6                   | 0                   | 2                          | 0                          | 0                          | 35    | 10    | 0      | 0.29               |
| River Plate Argentina | Total club          | Total club          | 17    | 4     | 0      | 16                  | 6                   | 0                   | 2                          | 0                          | 0                          | 35    | 10    | 0      | 0.29               |
| Pachuca · México | 1.ª                 | 2024                | 21    | 10    | 2      | 0                   | 0                   | 0                   | 7                          | 9                          | 1                          | 28    | 19    | 3      | 0,71               |
| Pachuca · México | 1.ª                 | 2024-25             | 33    | 15    | 5      | 0                   | 0                   | 0                   | 9                          | 2                          | 0                          | 42    | 17    | 5      | 0,40               |
| Pachuca · México | Total club          | Total club          | 54    | 25    | 7      | 0                   | 0                   | 0                   | 16                         | 11                         | 1                          | 70    | 36    | 8      | 0,51               |
| Real Oviedo · España | 1.ª                 | 2025-26             | 1     | 0     | 0      | 0                   | 0                   | 0                   | —                          | —                          | —                          | 1     | 0     | 0      | 0,00               |
| Real Oviedo · España | Total club          | Total club          | 1     | 0     | 0      | 0                   | 0                   | 0                   | 0                          | 0                          | 0                          | 1     | 0     | 0      | 0,00               |
| Total en su carrera | Total en su carrera | Total en su carrera | 511   | 167   | 48     | 55                  | 21                  | 3                   | 56                         | 29                         | 4                          | 622   | 217   | 55     | 0.34               |
| (1) Incluye datos de Copa Venezuela (2007), Copa del Rey (2009-12; 2025-26), Copa de Rusia (2014-15), Supercopa de Rusia (2015), FA Cup (2015-22), Copa de la liga (2015-22), Copa Argentina (2023), Copa de la Liga Profesional (2023). (2) Incluye datos de Liga Europa de la UEFA (2012-13; 2013-14, 2014-15), Liga de Campeones de la UEFA (2013-14; 2014-15), Copa Libertadores (2023), Concachampions (2024), Leagues Cup (2024), Copa Intercontinental de la FIFA (2024), Copa Mundial de Clubes (2025). (3) No incluye datos de partidos amistosos. |                     |                     |       |       |        |                     |                     |                     |                            |                            |                            |       |       |        |                    |

### Hat-tricks
| 1  | 28 de septiembre de 2009 | Estadio de la Academia Militar, El Cairo | Tahití Sub-20 - Venezuela Sub-20 |  | 0 - 8 | Mundial Sub-20 de 2009                |
| 2  | 1 de septiembre de 2013  | Estadio Central, Ekaterimburgo           | Ural - Rubin Kazán               |  | 0 - 8 | Liga Europea 2013-14                  |
| 3  | 6 de abril de 2014       | Petrovsky, San Petersburgo               | Zenit - Rubin Kazán              |  | 6 - 2 | Liga Premier de Rusia 2013-14         |
| 4  | 20 de septiembre de 2014 | Olimp - 2, Rostov                        | Rostov - Zenit                   |  | 0 - 5 | Liga Premier de Rusia 2014-15         |
| 5  | 7 de marzo de 2015       | Petrovsky, San Petersburgo               | Zenit - Ural                     |  | 3 - 0 | Liga Premier de Rusia 2014-15         |
| 6  | 14 de diciembre de 2016  | The Hawthorns, West Bromwich             | West Bromwich - Swansea City     |  | 3 - 1 | Premier League 2016-17                |
| 7  | 18 de noviembre de 2019  | Estadio Panasonic, Suita                 | Japón - Venezuela                |  | 1 - 4 | Amistoso                              |
| 8  | 28 de enero de 2022      | Agustín Tovar, Barinas                   | Venezuela - Bolivia              |  | 4 - 1 | Clasif. Copa Mundial 2022             |
| 9  | 12 de marzo de 2024      | Estadio Hidalgo, Pachuca de Soto         | Pachuca - Philadelphia Union     |  | 6 - 0 | Copa de Campeones de la Concacaf 2024 |
| 10 | 3 de abril de 2024       | Estadio Nacional, San José               | CS Herediano - Pachuca           |  | 0 - 5 | Copa de Campeones de la Concacaf 2024 |
| 11 | 2 de noviembre de 2024   | Estadio Hidalgo, Pachuca de Soto         | Pachuca - Necaxa                 |  | 6 - 2 | Liga BBVA MX                          |
| 12 | 11 de abril de 2025      | Estadio Victoria, Aguascalientes         | Necaxa - Pachuca                 |  | 3 - 5 | Liga BBVA MX                          |

### Resumen estadístico
| Competición/Selección            | Partidos | Goles | Asistencias | Promedio |
| -------------------------------- | -------- | ----- | ----------- | -------- |
| Primera División de España       | 67       | 25    | 6           | 0.37     |
| Primera División de Rusia        | 83       | 37    | 10          | 0.44     |
| Primera División de Inglaterra   | 167      | 36    | 16          | 0.21     |
| Primera División de China        | 27       | 14    | 7           | 0.51     |
| Primera División de México       | 54       | 25    | 7           | 0.46     |
| Primera División de Argentina    | 17       | 4     | 0           | 0.23     |
| Primera División de Venezuela    | 49       | 16    | 2           | 0.32     |
| Segunda División de España       | 46       | 10    | 0           | 0.21     |
| Copas Nacionales                 | 55       | 21    | 3           | 0.38     |
| Competiciones Europeas           | 38       | 18    | 3           | 0.47     |
| Competiciones Sudamericanas      | 2        | 0     | 0           | 0        |
| Competiciones Norteamericanas    | 10       | 10    | 1           | 1.00     |
| Competiciones Intercontinentales | 6        | 1     | 0           | 0.16     |
| Selección de Venezuela Sub-20    | 12       | 7     | 1           | 0.58     |
| Selección de Venezuela           | 118      | 47    | 5           | 0.39     |
| Total                            | 751      | 269   | 61          | 0.35     |

## Palmarés

### Campeonatos nacionales
| Título             | Equipo                   | País      | Año     |
| ------------------ | ------------------------ | --------- | ------- |
| Copa Venezuela     | Aragua F. C.             | Venezuela | 2007    |
| Liga Premier       | Zenit de San Petersburgo | Rusia     | 2014-15 |
| Supercopa de Rusia | Zenit de San Petersburgo | Rusia     | 2015    |
| Primera División   | C. A. River Plate        | Argentina | 2023    |

### Campeonatos internacionales
| Título                           | Equipo        | Sede                             | Año  |
| -------------------------------- | ------------- | -------------------------------- | ---- |
| Copa de Campeones de la Concacaf | C. F. Pachuca | Norte, Centroamérica y el Caribe | 2024 |
| Derbi de las Américas            | C. F. Pachuca | Doha                             | 2024 |
| Challenger de la FIFA            | C. F. Pachuca | Doha                             | 2024 |

### Distinciones individuales
| Distinción                                                                                     | Año     |
| ---------------------------------------------------------------------------------------------- | ------- |
| Autor del gol número 1000 en la historia del Málaga C. F.                                      | 2011    |
| Incluido en el once revelación de la Primera División de España por la UEFA                    | 2011    |
| Trofeo Fernando Joyeros                                                                        | 2011    |
| Premio Viva Fútbol                                                                             | 2012    |
| Máximo goleador del Málaga C. F. con 11 goles                                                  | 2011-12 |
| Máximo goleador del F. C. Zenit con 21 goles                                                   | 2014-15 |
| Segundo Mejor Jugador de la liga rusa                                                          | 2014-15 |
| Jugador del partido vs. Colombia de la Copa América                                            | 2015    |
| Máximo goleador del West Brom con 9 goles                                                      | 2015-16 |
| Jugador del partido vs. Uruguay de la Copa América                                             | 2016    |
| Máximo goleador del West Brom con 8 goles                                                      | 2016-17 |
| Jugador del año del Newcastle United.                                                          | 2018-19 |
| Bota de Oro del Torneo Clausura de México 2024 con 8 goles (empatado con otros 3 jugadores)    | 2024    |
| Incluido en el once ideal de la ronda de 16 de la Copa de Campeones de la Concacaf             | 2024    |
| Mejor jugador del partido Pachuca vs Philadelphia Union en la Copa de Campeones de la Concacaf | 2024    |
| Mejor jugador del partido Herediano vs Pachuca en la Copa de Campeones de la Concacaf          | 2024    |
| Mejor jugador del partido Pachuca vs Columbus Crew en la Copa de Campeones de la Concacaf      | 2024    |
| Mejor jugador de la Copa de Campeones de la Concacaf                                           | 2024    |
| Máximo goleador de la Copa de Campeones de la Concacaf con 9 goles                             | 2024    |
| Jugador del partido vs. Ecuador de la Copa América                                             | 2024    |
| Jugador del partido vs. México de la Copa América                                              | 2024    |
| Jugador del partido vs. Jamaica de la Copa América                                             | 2024    |
| Jugador del partido Pachuca vs Botafogo de la Copa Intercontinental de la FIFA                 | 2024    |